# Flughafen Berlin-Tegel

i7
i11
i13

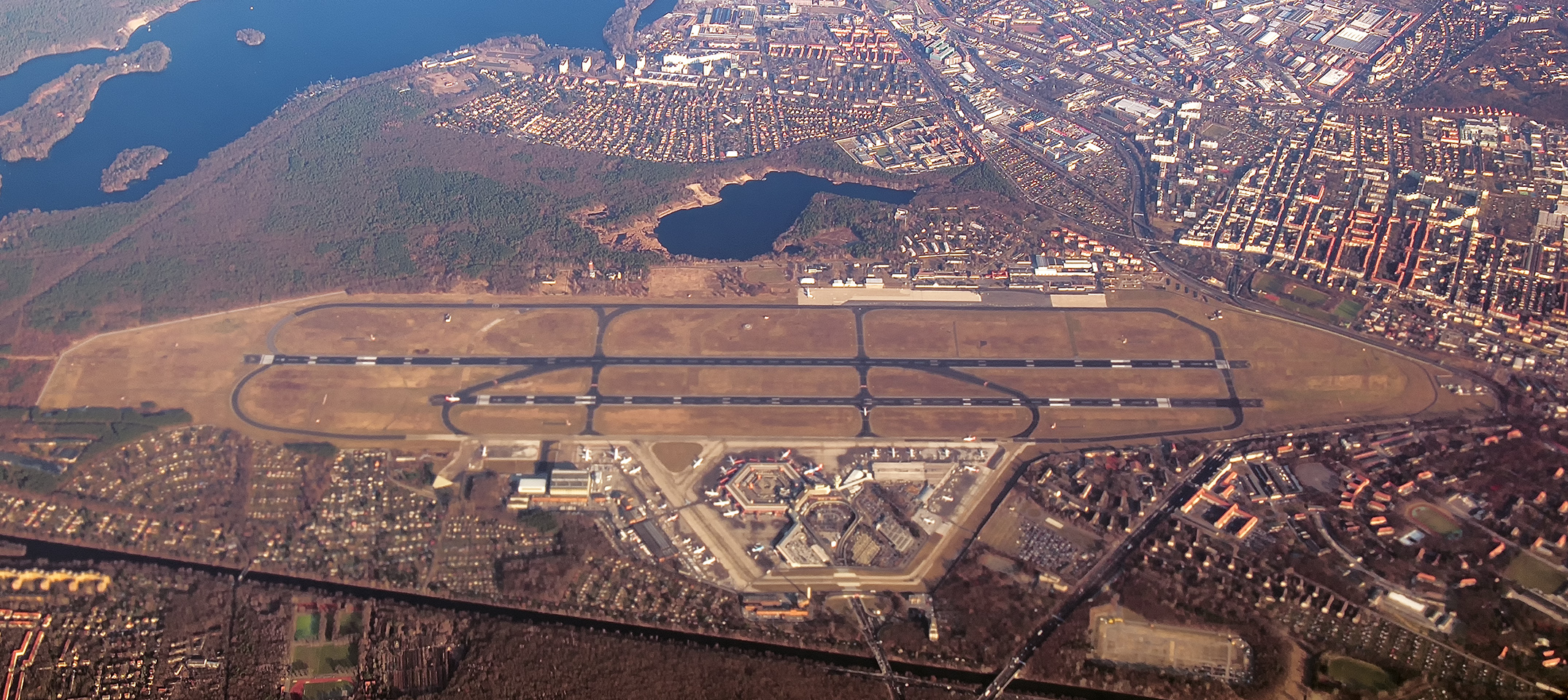
Luftaufnahme des Flughafens

Der Flughafen Berlin-Tegel „Otto Lilienthal“ war von 1974 bis zum 8. November 2020 ein internationaler Verkehrsflughafen im Berliner Ortsteil Tegel. Der Flughafen wurde am 5. Mai 2021 entwidmet, nachdem der gesamte Verkehr zum neuen Flughafen Berlin Brandenburg verlagert worden war. Nur der Nordteil besteht noch als militärischer Hubschrauberlandeplatz.
In den letzten Jahren vor seiner Stilllegung startete oder landete in Tegel zwischen 6 und 23 Uhr durchschnittlich alle zwei Minuten ein Flugzeug, wobei jährlich 22 Millionen Fluggäste abgefertigt wurden. Gemessen am Passagieraufkommen im Juni 2019 lag der Flughafen an vierter Stelle in Deutschland (hinter Frankfurt, München und Düsseldorf) und an 28. Stelle im europäischen Vergleich (siehe: Liste der größten Flughäfen in Europa, Angaben für 2019).
Seit 2022 befindet sich dort eine Flüchtlingsunterkunft, die inzwischen mit tausenden von Personen das größte Notaufnahmelager Europas ist. Es bestehen Planungen für dauerhafte Unterkünfte auf einem nahen Areal der Bundeswehr.

## Eigentumsverhältnisse
Betreiber des Flughafens war die Berliner Flughafen-Gesellschaft mbH (BFG), eine Tochtergesellschaft der Flughafen Berlin Brandenburg GmbH (FBB). Im Zuge der geplanten Fertigstellung des Ausbaus des Flughafens Schönefeld zum Flughafen Berlin Brandenburg (BER) sollte der Flughafen Tegel als letzter Berliner Verkehrsflughafen ursprünglich am Abend des 2. Juni 2012 geschlossen werden. Nach zahlreichen Verschiebungen der Eröffnung des BER, die letztlich am 31. Oktober 2020 erfolgte, blieb der Flughafen Tegel bis zum Ablauf des 8. November 2020 in Betrieb. Der Flughafen wurde am 5. Mai 2021 entwidmet – sechs Monate nach Inbetriebnahme des BER. Von den 461 Hektar des Flughafengeländes gehörten 302 der Bundesanstalt für Immobilienaufgaben (= 66 %) und 159 dem Land Berlin (= 34 %). Bis zur Fertigstellung des neuen Regierungsflughafens am BER soll der Hubschrauber-Flugbetrieb der Bundeswehr bis 2029 von Tegel Nord aus fortgeführt werden.

## Lage und Verkehrsanbindung

Lage der aktiven und ehemaligen Berliner Flughäfen

Der Flughafen Tegel liegt elf Kilometer nordwestlich des Berliner Stadtkerns im Ortsteil Tegel des Bezirks Reinickendorf, 37 m ü. NHN. Die Hauptzufahrt zu den Flughafenanlagen Tegel-Süd, über die der gesamte zivile Luftverkehr abgewickelt wurde, lag jedoch im Bezirk Charlottenburg-Wilmersdorf.
Mit der Schließung des Flughafens wurden die Buslinien TXL und X9 eingestellt. Die Linie 109 fährt seit dem 8. November 2020 bis „Urban Tech Republic“. Von der nahegelegenen Bundesautobahn 111 gibt es einen Zubringer; die Autobahn selbst wird nördlich davon durch einen Straßentunnel neben dem Rollfeld geführt.
Der Flughafen besitzt keine Anbindung an den schienengebundenen Personenverkehr, er sollte über eine 2,7 Kilometer lange U-Bahn-Anbindung als Linie U5 mit dem Bahnhof Jungfernheide an das Stadtzentrum angebunden werden. Die Trassierung befindet sich seit 1965 in den fortgeschriebenen Flächennutzungsplänen (FNP). 700 m der Trasse wurden bis 1980 in Tunnelbauweise fertiggestellt und 450 m davon seit dem 14. Juli 2003 als Übungsanlage der Berliner Feuerwehr genutzt. 1995 wurde eine geplante Verlängerung der U-Bahn weiter nach Norden bis zum Rathaus Reinickendorf und damit ein Anschluss an die Linie U8 in den Verkehrsplanungen geführt.

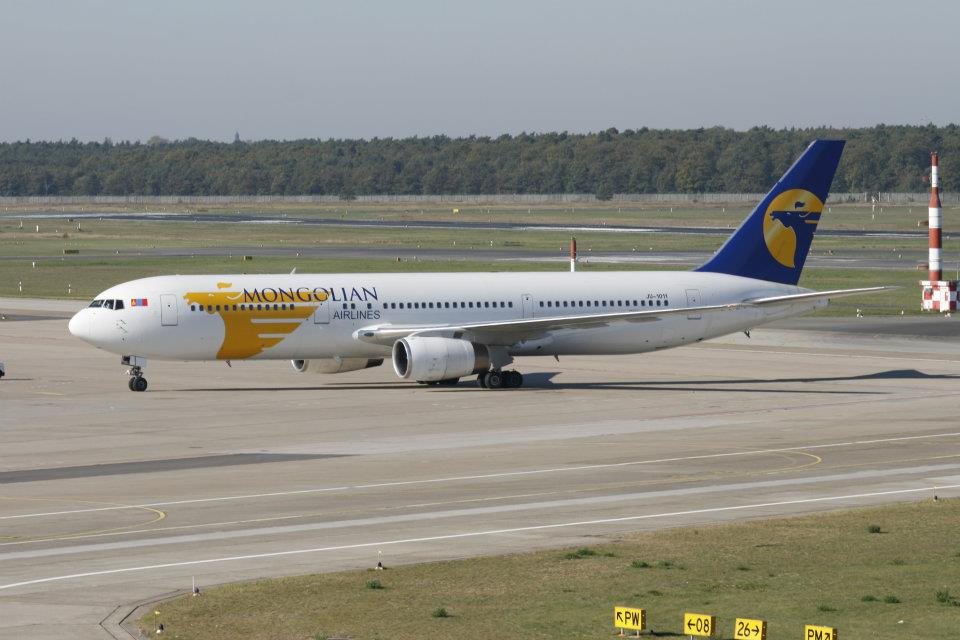
Eine Boeing 767-300ER der MIAT in Berlin-Tegel

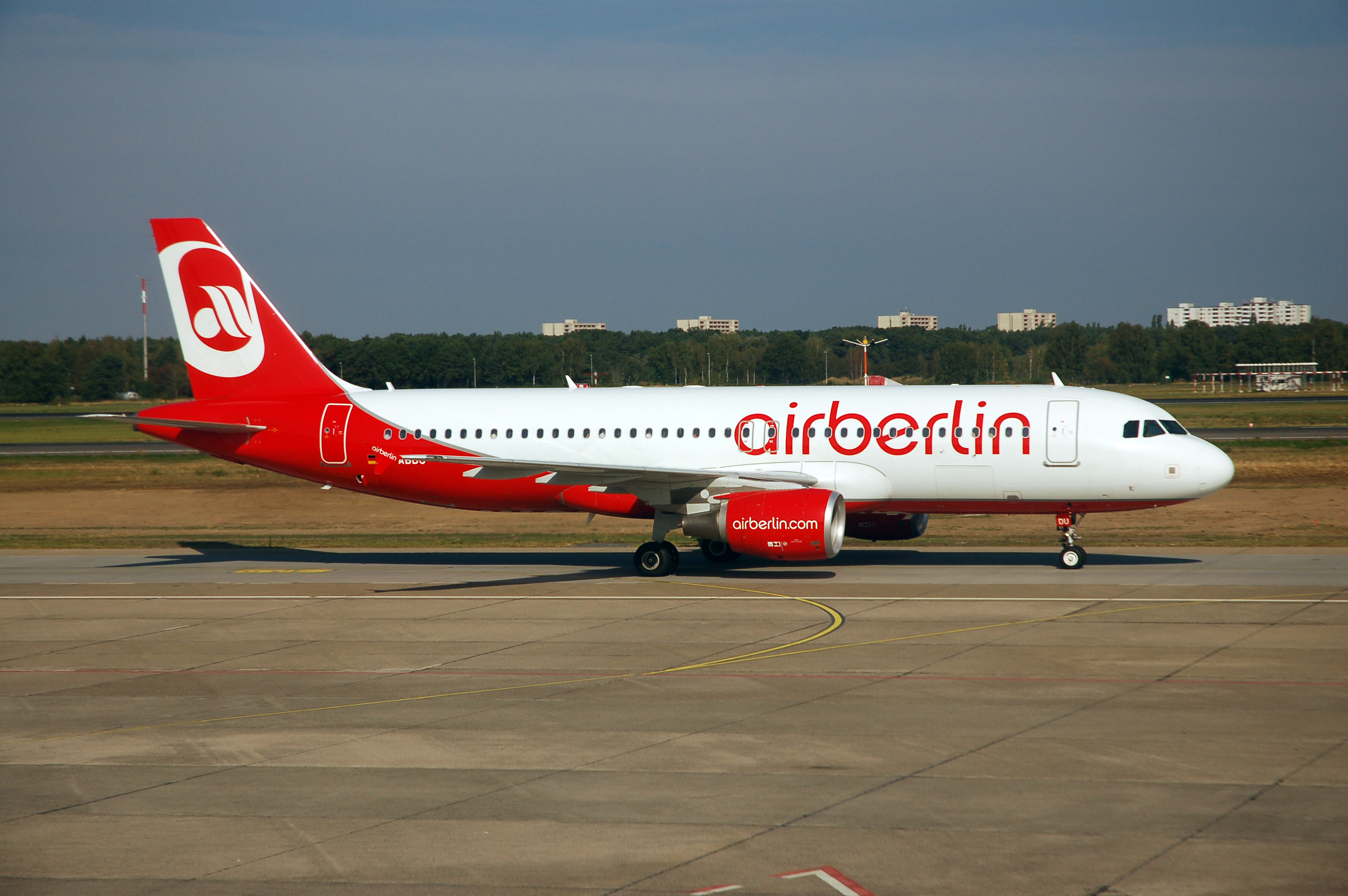
Airbus A320 von Air Berlin, der zwischenzeitlich größten Fluggesellschaft auf dem Flughafen Tegel

Die Strecke kann auch als Straßenbahn ausgeführt werden, so wird es im Nahverkehrsplan Berlin 2019–2023 dargestellt. Aufgrund der Entscheidung, den Flughafen Tegel zu schließen, wurden die U-Bahn-Planungen nicht weiter vorangetrieben.

## Geschichte

### Vorgeschichte
Das Flughafengelände war ursprünglich ein Teil der Jungfernheide und diente den Preußen-Königen als Jagdrevier. Später wurde es vom preußischen Militär als Artillerie-Schießplatz genutzt. Anfang des 20. Jahrhunderts wurde dort das 1. Preußische Luftschiffer-Bataillon aufgestellt, das mit verschiedenen Luftschiff-Konstruktionen experimentierte. Auf dem Gelände, das auch als Luftschiffhafen Reinickendorf bezeichnet wurde, existierte seit 1906 eine erste Luftschiffhalle. Hier wurden unter anderem Luftschiffe der Typen Groß-Basenach und Parseval erprobt. Mit dem Ausbruch des Ersten Weltkriegs wurde dieses Bataillon zur Luftschiffer-Ersatz-Abteilung umgestaltet, die von nun an der Ausbildung von Feldluftschiffertruppen diente und Gefechtsfeldaufklärung mit Hilfe eines Fesselballons lehrte. Ab dem 20. August 1914 begann man, einen Neubau des Luftschiffhafens mit Hangar vorzubereiten.
Nach dem Ende des Ersten Weltkriegs war dem Deutschen Reich aufgrund der Bestimmungen des Versailler Vertrags ein Wiederaufbau von Luftstreitkräften verboten. Deshalb wurde die Entwicklung von Luftschiffen in Tegel eingestellt und die Luftschiffhalle abgebrochen.
Am 27. September 1930 wurde der Raketenschießplatz Tegel unter der Leitung von Rudolf Nebel eröffnet. Die Versuche mit flüssigkeitsbetriebenen Raketen und Flugkörpern, an denen auch Wernher von Braun beteiligt war, wurden nach den ersten Erfolgen unter Geheimhaltung zunächst hier, später in Kummersdorf-Gut und ab 1936 in Peenemünde weitergeführt. Im Zweiten Weltkrieg wurde das Gelände als Truppenübungsplatz von Flak-Regimentern der Luftwaffe genutzt. Zur Erinnerung an die damaligen Raketenpioniere befanden sich in der Haupthalle des heutigen Flughafens Reliefporträts von Rudolf Nebel, Hermann Oberth und Wernher von Braun, die 2018 entfernt wurden.
Nach dem Ende des Zweiten Weltkriegs war das Tegeler Gelände von Bombenkratern durch alliierte Luftangriffe übersät und die dort stehenden Gebäude weitgehend zerstört. Noch immer sind Blindgänger und Munitionsreste im Boden verteilt. Ursprünglich hatte die Bezirksverwaltung geplant, auf einem Teil des Geländes eine Kleingarten-Wohnsiedlung einzurichten, um die Wohnungsnot zu lindern.

### Luftbrücke
Während der sowjetischen Blockade West-Berlins richtete die französische Besatzungsmacht zusammen mit US-amerikanischen Spezialisten und deutschen Arbeitskräften zur Unterstützung der Berliner Luftbrücke in 90 Tagen einen neuen Flugplatz ein. Auf dem Gelände in Tegel wurde sechs Wochen nach dem Beginn der Blockade ab dem 5. August 1948 mit dem Bau der damals längsten Start- und Landebahn Europas mit einer Länge von 2428 m begonnen; die notwendigen Gebäude und Hallen wurden zunächst als Provisorien mit einfachsten Mitteln errichtet. Am 5. November 1948 landete mit einer Douglas C-54 das erste Flugzeug auf dem erst Anfang Dezember offiziell eingeweihten Flughafen. Der Flugbetrieb erfolgte weitgehend mit amerikanischen und britischen Flugzeugen, da die französischen Luftstreitkräfte nicht über eine ausreichende Anzahl an Transportflugzeugen verfügten und zudem im Indochinakrieg gebunden waren. Am 16. Dezember 1948 wurden die beiden Sendetürme des unter der Kontrolle der Sowjetischen Militäradministration stehenden und vom Berliner Rundfunk genutzten Radiosenders Sender Tegel von französischen Truppen gesprengt, da sie den Flugbetrieb beeinträchtigten.

### Aufbau des zivilen Luftverkehrs
Der gesonderte Besatzungsstatus Berlins während der Zeit des Kalten Kriegs bewirkte, dass die Flughäfen auf dem Gebiet der westlichen Sektoren Berlins, dem späteren West-Berlin, ausschließlich von Fluggesellschaften aus den Staaten der drei westlichen Besatzungsmächte (USA, Großbritannien, Frankreich) angeflogen werden durften. Für den Überflug der Sowjetischen Besatzungszone, der späteren DDR, wurden eigens gesonderte Luftkorridore eingerichtet, an die sich die alliierten Piloten streng zu halten hatten. Ferner durfte die Flugzeugbesatzung von Berlinflügen anfangs ebenfalls ausschließlich aus Bürgern dieser Staaten bestehen. Zumindest seit Mitte der 1960er Jahre beschäftigten die Fluggesellschaften dann auch einheimisches Personal, allerdings beschränkt auf Flugbegleiter.
Den ersten regelmäßigen Linienflug nach Tegel nahm Air France ab dem 2. Januar 1960 in den Flugplan auf. Dies war der Beginn des zivilen Flugverkehrs in Tegel. Zuvor wurde bereits Tempelhof bedient; bei diesem Flughafen stellte jedoch die verhältnismäßig kurze Start- und Landebahn für die neu aufkommenden Strahlflugzeuge ein Problem dar.
Am 14. September 1961 – in einer durch den Mauerbau einen Monat zuvor sehr angespannten Phase des Kalten Krieges – landeten zwei F-84F Thunderstreak des Jagdbombergeschwaders 32 der Bundeswehr nach einem Irrflug über das Gebiet der DDR auf dem Tegeler Flughafen.
PanAm begann im Mai 1964 als zweite Fluggesellschaft mit regelmäßigen Linienflügen, zunächst dreimal wöchentlich zum New Yorker Flughafen John F. Kennedy. Als Flugzeugtyp wurden Boeing 707 und Douglas DC-8 eingesetzt, die von Tempelhof aus wegen der zu kurzen Start- und Landebahn keine Transatlantikflüge durchführen konnten. Die Verbindung wurde im Oktober 1971 eingestellt.

### Wandel zum wichtigsten Flughafen Berlins

Ursprüngliche Planung für die Erweiterung des Gebäudes und Lage des geplanten U-Bahnhofs

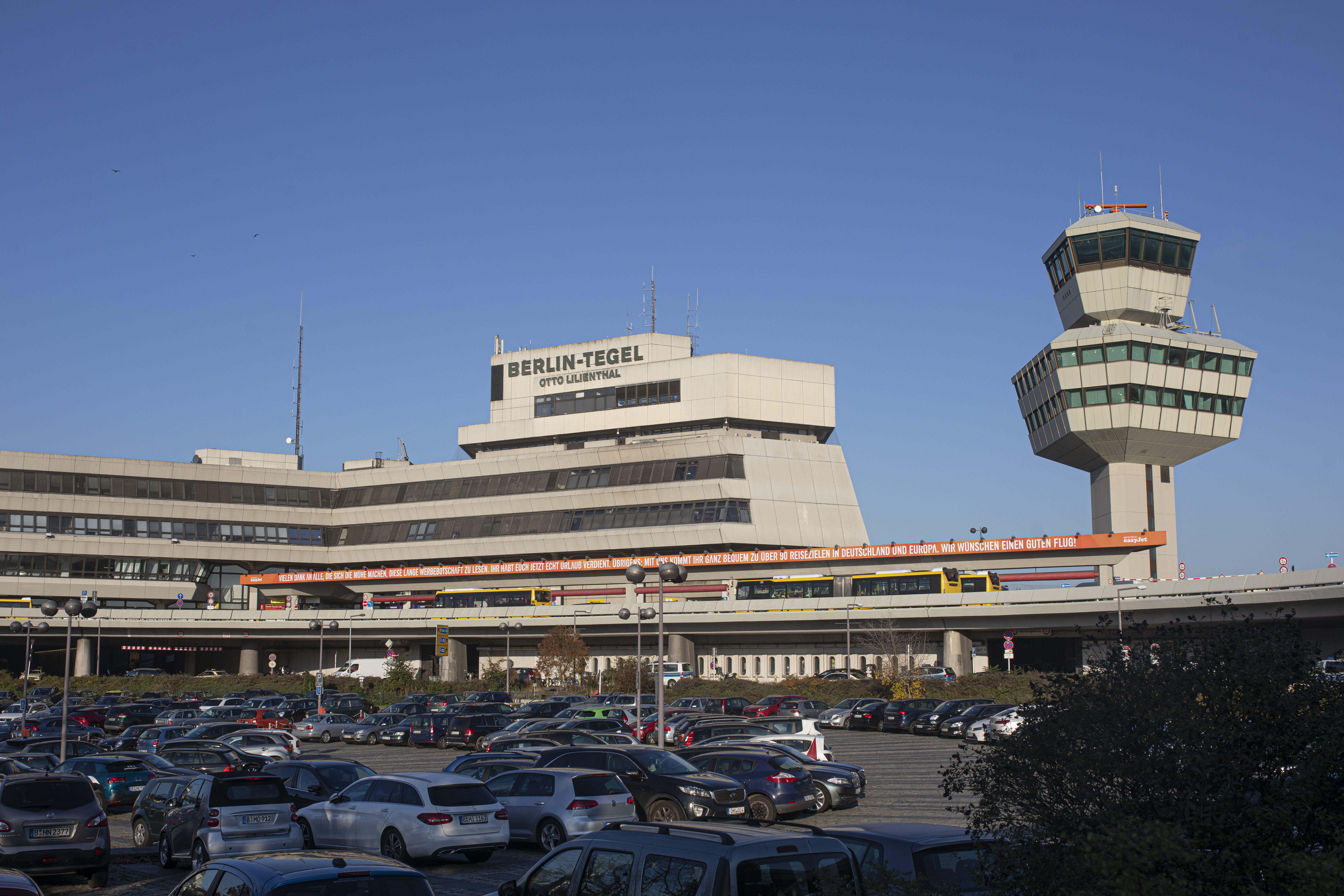
Das Terminalgebäude und der Tower von Gerkan, Marg und Partner

Von April 1968 an zogen alle Charterfluggesellschaften von Tempelhof nach Tegel um, da Tempelhof überlastet war und das Passagieraufkommen nicht mehr bewältigen konnte. Zu diesem Zeitpunkt wurde ein terminalähnliches Gebäude eigens für Charterfluggesellschaften errichtet, das sich ebenso wie das ursprüngliche Terminal, das von Air France und PanAm benutzt wurde, nördlich der Startbahn befand. Nach und nach folgten auch immer mehr Fluggesellschaften nach Tegel, unter ihnen Channel Airways, Dan-Air, Laker Airways und Modern Air, die dort auch ihre Flugzeuge stationierten. Dan-Air übernahm 1972 nach der Insolvenz von Channel Airways deren Charterverträge am Flughafen und baute so die eigene Präsenz aus; später wurde die britische Privatfluggesellschaft der drittgrößte Benutzer des Flughafens Berlin-Tegel. Dan-Air führte nicht nur Flüge nach Großbritannien durch, sondern bediente von Tegel aus auch innerdeutsche und innereuropäische Ziele.
Die Flughafenanlagen Tegel-Süd entstanden zwischen 1965 und 1975 nach Plänen des Hamburger Architektenbüros von Gerkan, Marg und Partner (gmp), das dadurch international bekannt wurde. Zu dem Architektenteam gehörte neben Meinhard von Gerkan und Volkwin Marg auch Klaus Nickels. In Tegel-Süd erfolgte 1969 der erste Spatenstich, 1970 war Baubeginn und 1972 Richtfest. Das bis zuletzt genutzte sechseckige Hauptterminalgebäude, das sich am südlichen Ende des Flughafens befindet, wurde am 23. Oktober 1974 eingeweiht und am 1. November 1974 eröffnet. Zur Eröffnung wurden eigens die damals vier größten Großraumflugzeuge der Welt, eine Lockheed L-1011 der British Airways, eine McDonnell Douglas DC-10 von Laker Airways, eine Boeing 747-100 von PanAm sowie ein Airbus A300–B2 von Air France eingeflogen. Der erste planmäßige Flug – durchgeführt von Dan-Air mit einer BAC 1-11 – erreichte um sechs Uhr morgens von Teneriffa aus kommend, das Terminal. Mit der Eröffnung des Terminals wurden nördlich der Start- und Landebahn gelegene Anlagen für den Zivilverkehr geschlossen. Die Kosten für die Neubauten beliefen sich auf 430 Millionen Mark. Seit 1975 entwickelte sich Tegel weiter zum wichtigsten Passagierflughafen Berlins.
Der Vorläufer der späteren Air Berlin, die Air Berlin USA, nahm gegen Ende der 1970er Jahre den Flugbetrieb in Tegel auf. 1988 startete EuroBerlin France mit ihrer in Tegel stationierten Flotte Flüge nach ganz Deutschland. Ende der 1980er Jahre scheiterte die Errichtung eines zusätzlichen Abfertigungsgebäudes (Terminal) am Veto der Alternativen Liste, die damals zusammen mit der SPD im West-Berliner Senat regierte. Auch der darunter geplante U-Bahnhof wurde nicht gebaut, es existiert allerdings eine Bauvorleistung der dazu geplanten Verlängerung der Linie U5; der U-Bahnhof Jungfernheide wurde bei der Verlängerung der Linie U7 entsprechend als Umsteigebahnhof mit der ebenfalls zu verlängernden Linie U5 ausgelegt. Die fehlende Tunnelstrecke bis zum Terminal beträgt etwa 2300 m.
Im Jahr 1988 wurde der Flughafen nach dem Luftfahrtpionier Otto Lilienthal benannt.

### Nach der Wiedervereinigung Deutschlands
Mit der deutschen Wiedervereinigung am 3. Oktober 1990 endeten die alliierten Sonderrechte und alle Restriktionen im Berlin-Flugverkehr wurden aufgehoben. Tegel konnte damit auch von deutschen Fluggesellschaften angeflogen werden. Die Lufthansa begann am 28. Oktober 1990 mit Linienflügen und führte anfangs zwölf tägliche Flüge zu verschiedenen deutschen Städten sowie nach London durch. Zu diesem Zweck kaufte die Lufthansa die Internal German Services (IGS) von PanAm für 150 Millionen US-Dollar; dies beinhaltete alle Verkehrsrechte von PanAm, wie auch deren Gates und Slots am Flughafen Tegel. Bis 2017 war der Flughafen Berlin-Tegel die Heimatbasis von Air Berlin, bis zu ihrer Liquidation die zweitgrößte Fluggesellschaft in Deutschland.

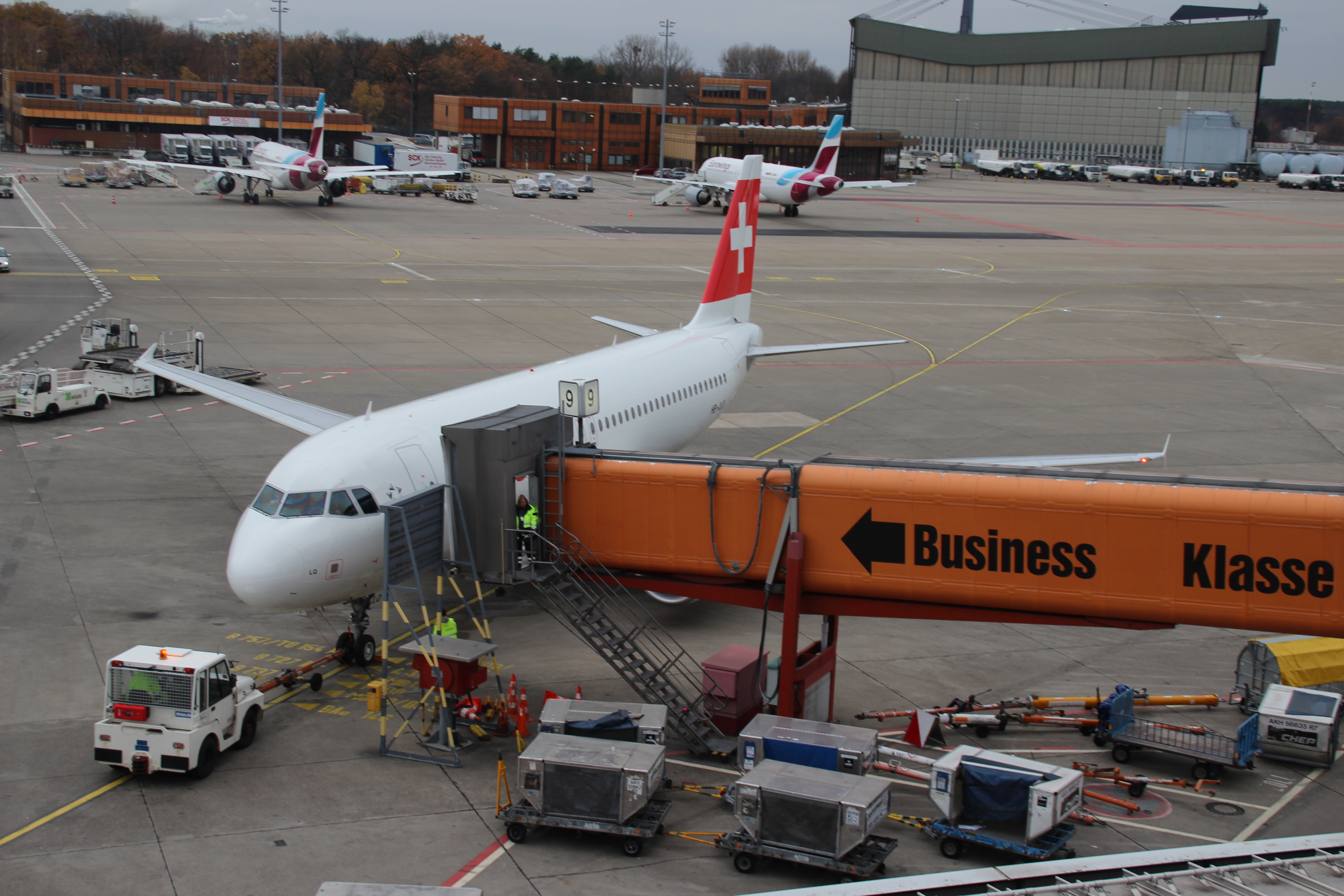
Flugzeugabfertigung einer Maschine von Swiss am Terminal A

Nach dem Fall der Mauer im Jahr 1989 begannen die Planungen für einen neuen Großflughafen Berlin Brandenburg, Tegel sollte deshalb nicht mehr ausgebaut werden. Der stark steigende Flugverkehr sowie der sich verzögernde Bau eines Großflughafens erforderten dann aber doch noch eine Erweiterung. So wurde die „Nebelhalle“ (benannt nach dem Raketenkonstrukteur Rudolf Nebel) durch die Stationierung von Check-in-Schaltern zum Terminal B ausgebaut, südlich des Terminals A kam eine Erweiterung hinzu, die heute Terminal D und E beherbergt. Östlich des Terminalkomplexes A/B wurde mit dem Terminal C 2006/2007 eine weitere einfache Abfertigungshalle für zusätzliche 2,5 Millionen Passagiere errichtet.
Trotz der zu diesem Zeitpunkt für den 3. Juni 2012 geplanten Einstellung des Flugbetriebs wurde das Terminal C noch 2011 um einen 1200 m² großen Anbau erweitert. Dies sei nötig gewesen, da Tegel bis Ende Juli 2011 bereits 15,5 % Fluggäste mehr als im Vorjahreszeitraum zu verzeichnen hatte und mit dem zusätzlichen Gebäude Passagiere für bis zu drei Flugzeuge einchecken konnten.

### Debatte über den Weiterbetrieb Tegels
Der durch den späteren FDP-Abgeordneten Marcel Luthe gegründete Verein Pro Tegel e. V. setzte sich zum Ziel, den Flughafen Tegel als Verkehrsflughafen zu erhalten und hierfür einen Volksentscheid herbeizuführen, dem sich die Berliner FDP, die die Offenhaltung Tegels zu ihrem Hauptwahlkampfthema in der Abgeordnetenhauswahl 2016 machte, später anschloss. Unterstützt wurde die Kampagne für die Offenhaltung des Flughafens per Volksentscheid auch durch die Fluggesellschaft Ryanair. Ein Hauptargument der Initiative war, dass der Flughafen BER bereits bei der Eröffnung zu geringe Kapazitäten hätte. BER-Flughafenchef Karsten Mühlenfeld hielt dagegen, der BER hätte mit 35 Millionen Passagieren (inklusive des Schönefelder Flughafens) ausreichend Kapazitäten bei seiner Eröffnung. 2016 betrug die Zahl der Flugpassagiere an den Flughäfen Tegel und Schönefeld 32,9 Millionen Passagiere.
Mit 23.562 Unterschriften erlangte der Antrag im April 2016 die erste Hürde zur Zulassung des Volksbegehrens, das im November 2016 startete und bis März 2017 rund 174.000 Unterschriften (von 7 % der Wahlberechtigten) sammeln musste, um anschließend einen Volksentscheid starten zu können. Dieses Quorum wurde auch mit mehr als 204.000 gültigen Unterschriften erfüllt. Die Fraktion der FDP legte im Berliner Abgeordnetenhaus zur selben Zeit einen Gesetzentwurf zur Offenhaltung Tegels vor. In der ersten Lesung wurde das Vorhaben eindeutig lediglich von der AfD unterstützt. Oliver Friederici von der CDU warf dem neu gewählten Senat vor, den Luftverkehr in der Region Berlin behindern zu wollen, und forderte eine erneute ergebnisoffene Diskussion über die Standorte der Berliner Flughäfen (ohne konkret die Offenhaltung Tegels zu nennen). Alle drei Regierungsparteien lehnten den Entwurf strikt ab unter Hinweis auf die Lärmbelastung, die Rechtssicherheit des Planfeststellungsbeschlusses und die drohenden unkalkulierbaren wirtschaftlichen und rechtlichen Risiken eines solchen Vorhabens. Berlins Regierender Bürgermeister Müller bekräftigte diese Aussage am 6. April 2017 noch einmal in einem Radiointerview mit dem RBB.

Der Stimmzettel zum Volksentscheid 2017 mit der Aufforderung an den Berliner Senat, den unbefristeten Fortbetrieb zu sichern. Mögliche Antworten auf die Frage nach Zustimmung waren Ja und Nein

Am 4. April 2017 teilte die Landeswahlleiterin mit, dass die Zahl der notwendigen Unterschriften um rund 30.000 überschritten sei. Der Berliner Senat und das Abgeordnetenhaus lehnten wie erwartet den Antrag zur Offenhaltung Tegels ab, sodass ein Volksentscheid erforderlich wurde. Gegenstand des Volksentscheids war allerdings kein konkreter Gesetzesentwurf, sondern lediglich eine politische Willensbekundung. Als Termin für den Volksentscheid über den Weiterbetrieb des Flughafens Berlin-Tegel wurde der Tag der Bundestagswahl im September 2017 gewählt. Strittig blieb allerdings die Frage, unter welchen rechtlichen Voraussetzungen ein Weiterbetrieb Tegels überhaupt möglich wäre. Der Planfeststellungsbeschluss für den neuen Flughafen BER nannte als Bedingung die Schließung der beiden innerstädtischen Flughäfen. Ein Weiterbetrieb Tegels hätte nach Ansicht von Rechtsexperten somit auch die Rechtsgrundlage des Flughafens BER bedrohen können. Der Wortlaut des Volksentscheids am 24. September 2017 wünschte jedoch Ergänzung und Entlastung:

„Der Flughafen Berlin-Tegel ‚Otto-Lilienthal‘ ergänzt und entlastet den geplanten Flughafen Berlin Brandenburg ‚Willy Brandt‘ (BER). Der Berliner Senat wird aufgefordert, sofort die Schließungsabsichten aufzugeben und alle Maßnahmen einzuleiten, die erforderlich sind, um den unbefristeten Fortbetrieb des Flughafens Tegel als Verkehrsflughafen zu sichern!“

Die Bürgerinitiative Tegel endlich schließen! forderte, den Flughafen möglichst rasch komplett zu schließen. Als Gründe hierfür wurden u. a. die Gefährdung der Sicherheit, Gesundheit und Umwelt sowie hohe Kosten für den Steuerzahler bei der Offenhaltung des Flughafens genannt. Zudem forderte die Initiative, den gerichtlich bestätigten BER-Planbeschluss umzusetzen, wonach Tegel spätestens sechs Monate nach Inbetriebnahme des neuen Flughafens BER in Schönefeld für den Flugverkehr geschlossen werden muss.
Bundesverkehrsminister Alexander Dobrindt sprach sich mehrmals für eine Offenhaltung Tegels aus. Die Bundesregierung selbst hielt hingegen an einer Schließung Tegels fest. Im Vorfeld des Volksentscheids wurde im August 2017 auch der Flughafen im brandenburgischen Eberswalde-Finow erneut als Ersatz für Tegel ins Gespräch gebracht. Die Betreibergesellschaft kündigte an, bei einem Weiterbetrieb Tegels über die Eröffnung von BER hinaus eine Klage zu prüfen. Der Volksentscheid ergab eine Mehrheit von 56,1 % für den Weiterbetrieb des Flughafens Tegel.
Eine etwaige Umsetzung des Berliner Volksentscheids wäre allerdings zwingend von der Zustimmung der beiden anderen Eigentümer der Betreibergesellschaft des Flughafens, nämlich des Bundes und des Landes Brandenburg, abhängig gewesen. Bei einem Treffen im Oktober 2017 bekräftigten sowohl der Bund als auch das Land Brandenburg ihre Position, den Flughafen Tegel nach Fertigstellung des Flughafens Berlin Brandenburg schließen zu wollen.
Im Juni 2018 entschied das Abgeordnetenhaus Berlins, dass „der mit dem Volksentscheid ,Berlin braucht Tegel‘ gefasste Beschluss vom Senat nicht umsetzbar ist.“ Die Volksinitiative ,Brandenburg braucht Tegel‘ brachte bis März 2019 nur 16.000 der benötigten 20.000 Stimmen zusammen, sodass sie aus Sicht der Bürgerinitiativen ,Tegel schließen‘ und ,Brandenburg sagt Nein zu Tegel‘ „krachend gescheitert“ sei.

### Schließung 2020
Am 31. Oktober 2020 eröffnete der Flughafen Berlin Brandenburg. Damit verbunden war die Schließung des Flughafens Tegel mit Ablauf des 8. November 2020, da nur für den Betrieb eines Flughafens das erforderliche Personal, z. B. bei der Flugsicherung, bereitstand. Der Umzug wurde innerhalb von knapp einer Woche in drei Wellen (31. Oktober/1. November, 3./4. November und 7./8. November) durchgeführt. Der Flughafen Tegel wurde danach für ein halbes Jahr in Bereitschaft gehalten, um kurzfristig bei Problemen am neuen Flughafen reaktiviert werden zu können. Der letzte reguläre Linienflug erfolgte am 8. November 2020 mit einem Flug der Air France nach Paris CDG, da der Flughafen Tegel im damaligen Französischen Sektor Berlins mit einem Flug der Air France aus Paris eröffnet wurde: Nachdem er am Vortag um kurz nach 22 Uhr die vorletzte Landung durchgeführt hatte, hob der Airbus A320-200 als Air-France-Flug 1235 als einzige planmäßige Flugbewegung des Tages, nach einer ausgiebigen Taxirunde, um 15:39 Uhr ab.
Die allerletzte Landung eines Flugzeuges erfolgte am 7. November 2020 durch den Airbus A319 D-AGWY der Eurowings als Ende des durch den Ratinger Sonderflugveranstalter AirEvents durchgeführten Rundfluges EW5239. Dieser landete um 22:06 Uhr, zwei Minuten nach dem A320 der Air France.
Auch der Regierungsflughafen Berlin-Tegel (Nord) der Flugbereitschaft des Bundesministeriums der Verteidigung erfuhr eine Änderung: Ab dem 21. Oktober 2020 landeten Flugzeuge der Flugbereitschaft nur noch am Flughafen Berlin Brandenburg am Regierungsterminal. Am Flughafen Berlin-Tegel (Nord) verbleiben jedoch drei Hubschrauber der Flugbereitschaft, voraussichtlich bis im Jahr 2029. Der Flughafen Berlin-Tegel (Nord) besteht damit nur noch als Hubschrauberlandeplatz der Flugbereitschaft.
Mit dem letzten Start einer Air-France-Maschine nach Paris endete der Luftverkehr in Tegel am 8. November 2020 nach mehr als 70 Jahren. Danach befand sich der Flughafen in einem „Schlummerzustand“. Alle Flugbetriebsfunktionen blieben erhalten, Flugzeuge starteten oder landeten dort aber nicht mehr. Ohne die Betriebsbereitschaft zu gefährden, wurden in den sechs Monaten bereits Gebäude zurückgebaut: Das Behelfsterminal C3 und die Fußgängerbrücke zwischen den Terminals A/B und C wurden abgerissen, ebenfalls die Transfergepäckhalle, die VIP-Lounge am Terminal A und das Zollgepäcklager. Läden und Gastronomieeinrichtungen standen leer. Der Rückbau und die Außerbetriebnahmen von Gebäuden und technischen Anlagen sowie die Beräumung kosteten bis dahin etwa drei Millionen Euro. Am 4. Mai 2021 um 24 Uhr endete die Betriebsgenehmigung für den Flughafen Tegel. Laut Bescheid über den Widerruf der Betriebsgenehmigung durch den Senat musste der Flughafen nach Ablauf von sechs Monaten nach Inbetriebnahme der südlichen Start- und Landebahn des BER geschlossen werden. Die technische Unterhaltung und Sicherung des Flughafens Tegel während des sechsmonatigen Schlummerbetriebs bis zum 4. Mai 2021 kostete insgesamt etwa drei Millionen Euro. Das Flughafengelände mit seinen 130 Gebäuden und Anlagen wurde komplett bis Anfang August 2021 an die Eigentümer, das Land Berlin und den Bund, zurückgegeben.

## Nachnutzung des Geländes

### Entwicklung der Nachnutzungspläne
Nach der Entwidmung als Flughafen im Mai 2021 wurde das Gelände der kommunalen Bauleitplanung übergeben. Im Jahr 2008 war dazu bereits eine Projektgruppe Tegel initiiert worden, die Vorschläge für die Nachnutzung des Flughafengeländes ausarbeiten sollte. Der Architekt des Flughafen-Hauptterminals, Meinhard von Gerkan, schlug auf einem Immobilien-Symposium eine zukünftige Nutzung als „Zentrum für Klimaschutz, erneuerbare Energien und nachhaltiges Bauen“ vor. Die IHK Berlin sprach sich im September 2009 für die Ansiedlung von Industrieflächen aus und bereitete die gesamte Nachnutzungsdebatte auf. Auch Stadtentwicklungssenatorin Ingeborg Junge-Reyer (SPD) sprach sich für einen Forschungs- und Industriepark mit grünen Zukunftstechniken auf dem Gelände aus. Teilweise könnten Wohnhäuser entstehen. Der Rest der Fläche sollte als Naturraum, auch mit erweiterten Waldflächen, erhalten bleiben.
Am 9. Juni 2011 stimmte das Abgeordnetenhaus von Berlin den Zielen des Flächennutzungsplans und Landschaftsprogramms zu. Bebauungsplanverfahren  wurden eingeleitet, eine erste Öffentlichkeitsbeteiligung fand Anfang 2012 statt.
Im September 2011 wurde die Tegel Projekt GmbH mit den anstehenden Managementaufgaben zur weiteren Entwicklung des Standorts betraut. In einem mehrstufigen, diskursiven Werkstattverfahren konkretisierten sechs internationale Teams aus Architekten, Stadt- und Landschaftsplanern unter Einbeziehung der Berliner Öffentlichkeit das entsprechende Nutzungskonzept.
Am 30. April 2013 wurde der Masterplan TXL durch den Berliner Senat offiziell beschlossen. Der Flächennutzungsplan von Berlin wurde entsprechend geändert und die Bebauungspläne für die Nachnutzung befanden sich im Verfahren. Nach der Schließung des Flughafens Berlin-Tegel sollte an dem Standort unter dem Namen Berlin TXL – The Urban Tech Republic ein auf urbane Technologien fokussierter Industrie- und Forschungspark entstehen, an dem sich ein Netzwerk aus Start-ups, Hochschulen, Forschungseinrichtungen und Industrieunternehmen ansiedeln sollte.

### Projektflächen
Die Nachnutzung des 495 Hektar großen Geländes besteht aus vier großen Projekten: Der Urban Tech Republic als Forschungs- und Innovationsstandort mit der Berliner Hochschule für Technik als Zentrum, dem Schumacher Quartier als Pilotquartier für ökologisches und autoarmes Wohnen, dem Landschaftsraum Tegel mit über 200 Hektar besonders geschützter Trockenrasenbiotope und mit Habitaten etlicher geschützter Arten sowie der Reservefläche Tegel-Nord, die derzeit noch zum Teil militärisch genutzt wird.
Nach der Übergabe des Geländes an das Land Berlin sollte mit der Umsetzung des ersten Bauabschnitts begonnen werden, der als Erstes die Kampfmittelräumung, Altlastenerkundung und Sanierung, den Straßenbau sowie den Umbau des Terminals A für die Hochschule vorsah. Die ersten beiden Bebauungspläne standen 2020 kurz vor der Festsetzung. Weiterer Ankernutzer ist die Berliner Feuerwehr. Sie plant die Feuerwehrakademie am Standort der ehemaligen Flughafenfeuerwehr und der Hangars, um ihren Nachwuchs dort auszubilden. Durch diese Maßnahme könnte der baufällige ehemalige Wehrmachtsstandort in Berlin-Schulzendorf aufgegeben werden.
Die zuständige landeseigene Planungsgesellschaft Tegel Projekt GmbH richtete nahe dem ehemaligen Flughafen einen Infopunkt für interessierte Bürger ein. Darüber hinaus existieren verschiedene Websites zur Information über die geplanten Projekte.

#### Urban Tech Republic
Unter dem Namen „Berlin TXL – The Urban Tech Republic“ soll auf einer Fläche von 211 Hektar ein Forschungs- und Industriepark für moderne Technologien entstehen. Dieses Areal, das die Gebäude und Flächen des bisherigen Terminals und der umgebenden Bereiche umfasst, soll unter anderem durch die Berliner Hochschule für Technik und die Berliner Feuerwehr genutzt werden. Weiterhin ist ein Vermietungsangebot für anzusiedelnde Unternehmen und eine Zwischennutzung durch Kunst- und Kulturangebote geplant.
Der Standort ist kuratiert, weitere Unternehmensansiedlungen sollen sich an sechs vordefinierten Kernthemen orientieren:
- Klimaneutrale Energiesysteme und der effiziente Einsatz von Energie,
- umweltschonende Mobilität,
- sauberes Wasser,
- Recycling,
- der Einsatz neuer Materialien für Anwendungen wie nachhaltiges Bauen,
- die vernetzte Steuerung von Systemen.

Insgesamt rechnet die für die Planung zuständige Tegel Projekt GmbH zukünftig mit einem Potenzial von 1000 Unternehmen und bis zu 20.000 Beschäftigten.

#### Schumacher Quartier
Auf dem westlich des Kurt-Schumacher-Platzes gelegenen Areal sollen auf 48 Hektar über 5.000 Wohnungen für mehr als 10.000 Menschen entstehen. Dabei wird ein besonders großes Augenmerk auf moderne, nachhaltige und resiliente Architektur und Raumgestaltung sowie ein futuristisches Mobilitätskonzept gelegt. So ist beispielsweise geplant, dass ein „Low-Exergy-Netz“ eine besonders sparsame Energieversorgung des Viertels ermöglicht. Des Weiteren sind alle neu entstehenden Häuser in einer modernen Holzbauweise geplant, der Standort gilt dabei als Leuchtturmprojekt. Das neue Wohnviertel soll auch mit Blick auf zukünftige Herausforderungen geplant werden. Ein Beispiel dafür ist die effiziente Nutzung und Speicherung von Regenwasser, die von den Planern als Schwammstadt-Prinzip bezeichnet wird.
Die zuständige Planungsgesellschaft ging 2025 davon aus, dass erste Wohnanlagen 2028 fertiggestellt sind. Mitte der 2030er Jahre soll das gesamte Quartier fertig bebaut sein. Im Mai 2023 war die Kampfmittelräumung bei der Hälfte des Areals erledigt, bis dahin waren 40 Tonnen Munition und 60 Tonnen Munitionsschrott geborgen worden. Räumungsarbeiten auf dem Gelände waren bis ins Jahr 2026 geplant.
Die ersten Wohnungen sollen von der DEGEWO errichtet werden. Auf den Baufeldern 12 und 28 sollen ab August 2026 rund 320 Wohnungen entstehen, wobei die ersten Wohnungen Mitte 2028 fertig sein könnten. Die Gesobau AG wird in einem zweiten Schritt die Blöcke 29 und 30 bauen. Die  Einbringungs- und Realisierungsverträge dazu wurden am 31. März 2025 unterzeichnet. Baustart soll  Anfang 2027 sein. Die ersten Wohnungen sollen Mitte 2029 bezogen werden können. Die zwei Wohnblöcke der Gesobau werden in Holzhybridbauweise errichtet, wobei die Hälfte der Wohnungen gefördert wird, das heißt später mietpreisgebunden ist.

#### Nutzung als Impfzentrum
Zwischen Februar 2021 und Mai 2022 wurde das Terminal C des ehemaligen Flughafens als Impfzentrum genutzt und vom Deutschen Roten Kreuz (DRK Sozialwerk Berlin gGmbH) betrieben. Die maximale Kapazität wurde mit 4600 geimpften Personen pro Tag angegeben; die tatsächliche Spitzenauslastung lag bei etwa 4200 Impfungen am 27. Dezember 2021.

#### Nutzung als Flüchtlingsunterkunft
Am 20. März 2022 wurde wegen der hohen Flüchtlingszahlen nach dem Russischen Überfall auf die Ukraine ein Ankunftszentrum in den ehemaligen Terminals A und B für bis zu 10.000 Flüchtlinge eröffnet. Im Dezember 2023 waren 3408 Ukrainer und 1333 Asylbewerber aus anderen Ländern im Terminal C und weiteren Hallen-Komplexen untergebracht. Dies kostete das Land Berlin 2023 1.172.204 Euro pro Tag. Der Flughafen ist nun das größte Flüchtlings- und Migrantenlager Europas. Etwa 5000 Flüchtlinge lebten im September 2024 in 45 Leichtbauhallen. Eine Aufstockung auf 8000 Bewohner ist geplant. Es wird von unhaltbaren Zuständen mit Diebstahl, Banden und Bedrohungen berichtet. Auch wird von einer Massenschlägerei zwischen dem Sicherheitsdienst und kurdischen Geflüchteten berichtet. Das vom DRK betriebene Lager verursachte im Jahr 2024 Kosten von fast 500 Millionen Euro. Pro Lager-Bewohner werden bis zu 250 Euro pro Tag vom Land gezahlt.

## Flughafenanlage

### Allgemein

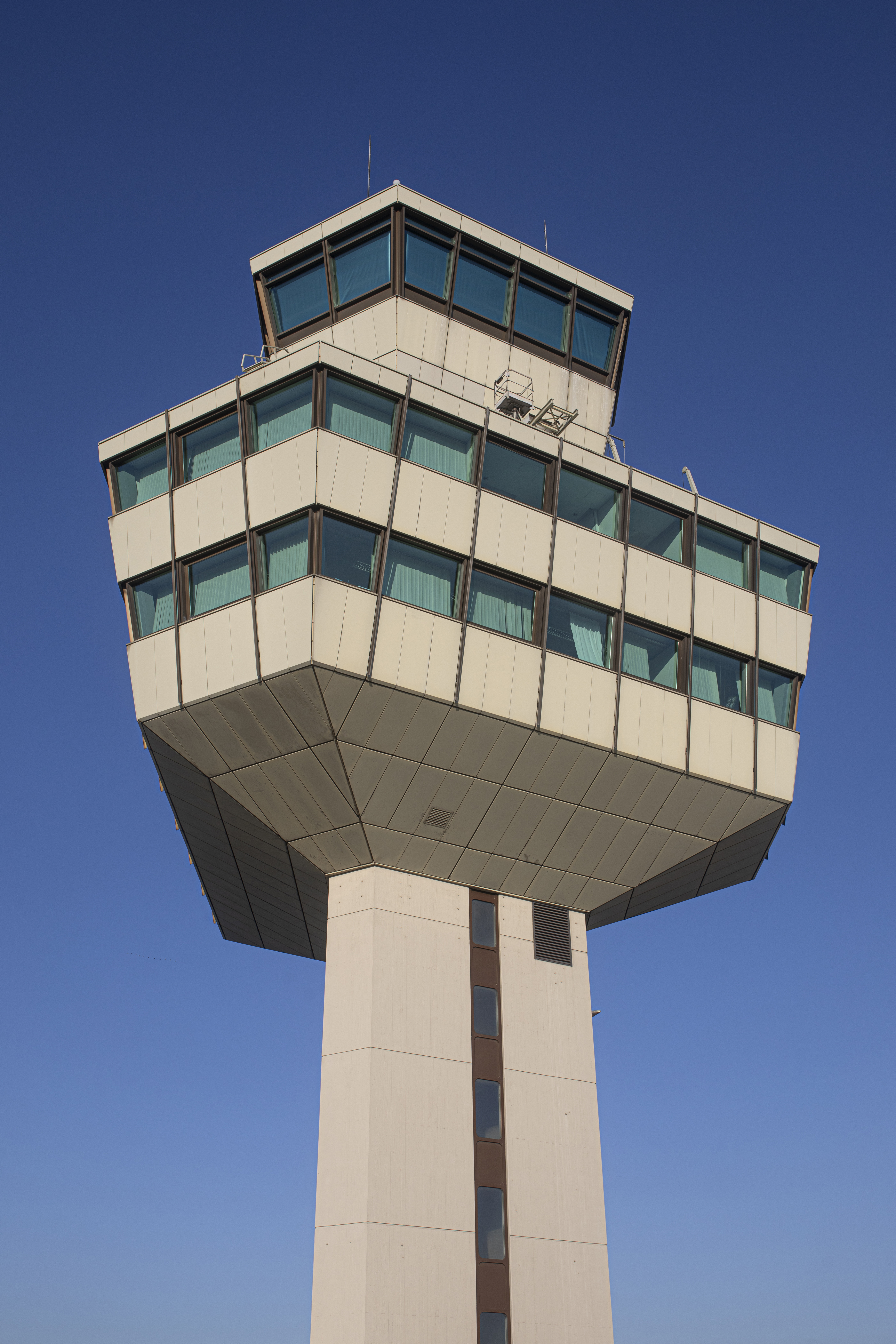
Tower

Kern der Anlage ist ein Bauensemble aus fünf Abfertigungsgebäuden und dem 47,5 m hohen Tower. Die Anlage ist vom Rollfeld umgeben und mit dem Auto nur durch einen Tunnel erreichbar; das Vorfeld grenzt im Norden an die Landebahnen, im Süden wird es von Fracht- und Wartungshallen, Bordküchenbetrieben und Versorgungs- und Betriebsgebäuden – wie der Energiezentrale – umschlossen. Insgesamt hatte der zivile Teil des Flughafens Berlin-Tegel eine Passagierkapazität von 11,5 Millionen Fluggästen pro Jahr bzw. rund 3175 Fluggäste pro Stunde. Hierfür standen 80 Abfertigungsschalter für gebäudenahe Flugzeugabstellpositionen sowie 54 Abfertigungsschalter für Flugzeugabseitspositionen zur Verfügung; insgesamt gab es 44 Flugzeugabstellpositionen. Zwischen 23 und 6 Uhr bestand eine Nachtflugbeschränkung; während dieser Zeit durften lediglich Postflüge sowie genehmigungspflichtige Sonderflüge abgefertigt werden.
Zum Flughafen gehörte auch eine Flughafenfeuerwehr, die im Verbund mit den anderen Flughafenfeuerwehren der Berliner Flughäfen über spezielle Geräte verfügte.
Der Flughafen steht als Gesamtanlage seit April 2019 unter Denkmalschutz.

### Start- und Landebahnen

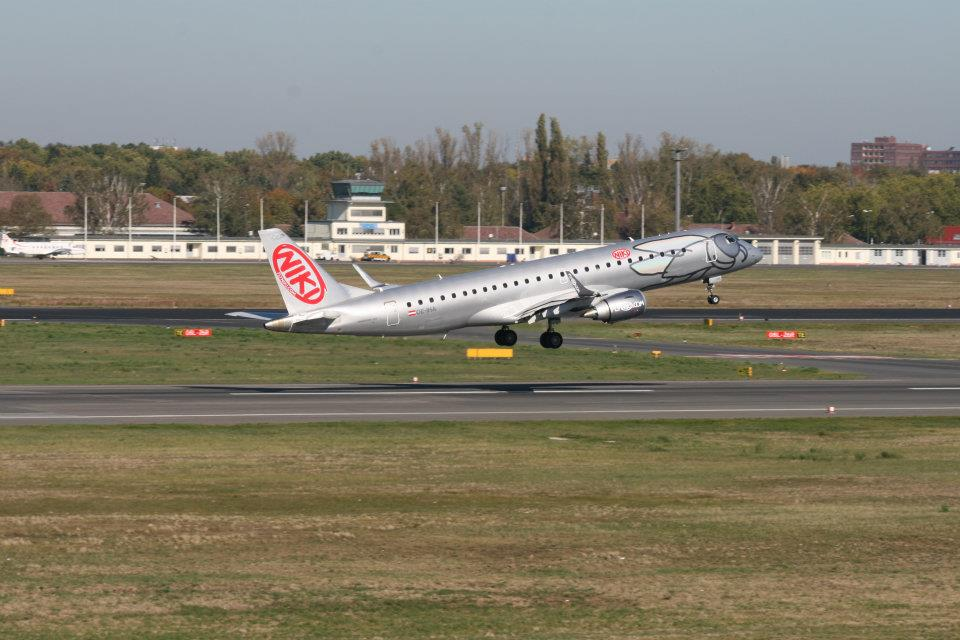
Eine Embraer startet auf der Piste 08R

Der Flughafen Berlin-Tegel verfügte über zwei Start- und Landebahnen. 08L/26R ist 3023 m lang und 46 m breit, die Oberfläche besteht aus Asphalt. Auf dieser Bahn waren Anflüge in beiden Richtungen nach Allwetterflugbetriebsstufe Kategorie IIIb zugelassen und dadurch auch bei sehr schlechtem Wetter erlaubt. 08R/26L ist 2424 m lang und 46 m breit, die Oberfläche besteht ebenfalls aus Asphalt. In Anflugrichtung 08R bestand lediglich ein Anflugverfahren nach Betriebsstufe CAT I, in Hauptanflugrichtung 26L eine Betriebsstufe CAT II.

### Verkehrsflughafen

Übersicht der Gebäude in Tegel-Süd (Zustand 2009)

Genutzt wurde der im Französischen Sektor der Stadt liegende Flughafen im Linienflugverkehr ursprünglich nur von Air France sowie amerikanischen und britischen Fluggesellschaften. Nach dem Fall der alliierten Sonderrechte galt diese Beschränkung nicht mehr.

#### Zentralgebäude
Im Zentralgebäude des Flughafens Berlin-Tegel befinden sich ein Veranstaltungsbereich und Konferenzräume. Passagiere fanden dort die Flughafen-Information, die Gepäckaufbewahrung, Post, Reisebüros, Verkaufs- und Informationsschalter der Luftverkehrsgesellschaften, Polizei, Zoll und eine Galerie mit Restaurantbetrieben. Ebenfalls im Zentralgebäude waren verschiedene Verwaltungseinrichtungen untergebracht.

#### Terminal A

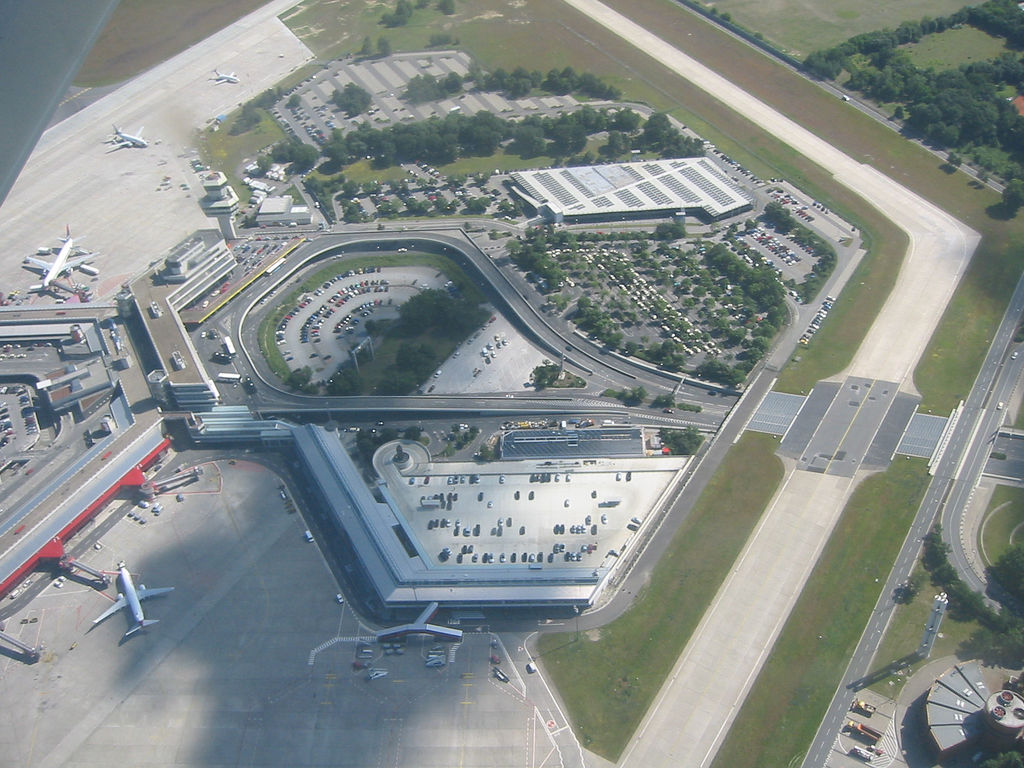
Hauptgebäude (Terminal A und B) und südliche Erweiterungsbauten (Terminal D und E), 2005

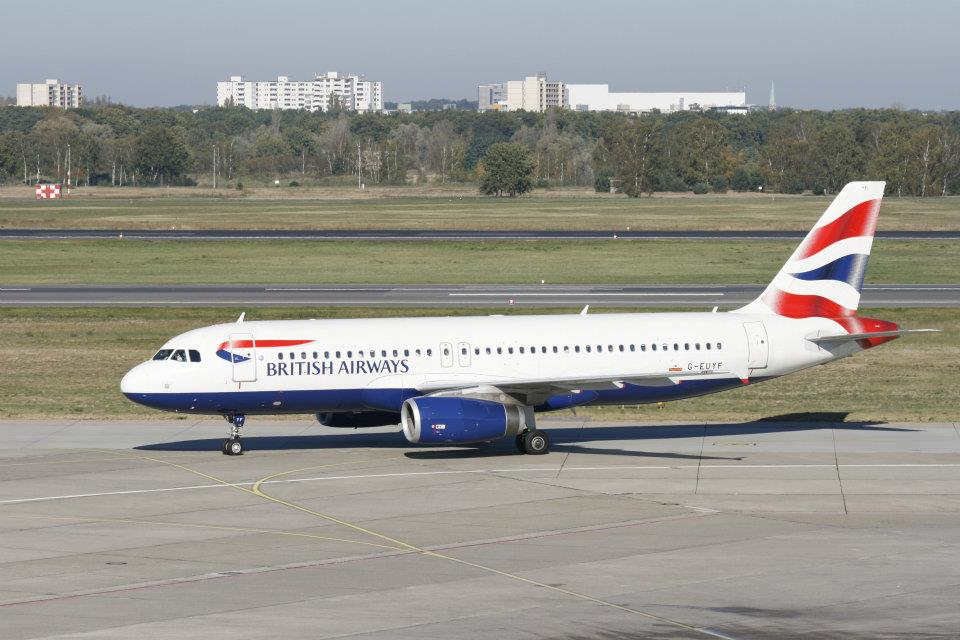
Airbus A320 der British Airways, kurz nach dem Pushback am Terminal A

Beim Terminal A handelt es sich um ein sechseckiges Linearterminal – ein Gebäude, an dem die Flugzeuge über 14 Fluggastbrücken direkt andocken konnten und die nebeneinander an einem Korridor angeordnet sind – mit einer Frontlänge von 620 m. Taxis konnten Passagiere auf der Vorfahrt im Innenhof des Terminals unmittelbar vor dem jeweiligen Check-in-Schalter absetzen, der von der Vorfahrt nur durch eine Glasfassade getrennt ist; für Pkw stand ein Parkhaus im Zentrum des Terminals zur Verfügung. Busse fuhren nicht mehr ins Innere des Ringes, sondern hielten an den Bussteigen vor der Haupthalle, die an den Positionen A0 und A14 an den Flugsteigring grenzt. Direkt hinter den Check-in-Schaltern und den angrenzenden Sicherheitskontrollen befand sich ein Warteraum, der zu je zwei Fluggastbrücken führt, sodass der Warteraum entweder für die Passagiere zweier kleinerer Flugzeuge oder eines großen Jets genutzt werden konnte. Zwischen zwei Warteräumen befand sich jeweils der Bereich für ankommende Passagiere mit Gepäckrückgabeband und ggf. Ausweis- und Zollkontrolle. Im Vergleich zu anderen Großflughäfen profitierten ankommende Passagiere von überdurchschnittlich kurzen Wartezeiten bei der Gepäckrückgabe. Aufgrund der zunehmenden Anzahl von Flügen aus dem Schengen-Raum gab es an immer weniger Flugsteigen eine Passkontrollbox. Dadurch wurden im Terminal nur noch an den Positionen A1–A7 sowie an den Positionen A12–A14 Flüge aus Drittstaaten abgefertigt.
In der Haupthalle des Flughafens, direkt hinter den Anzeigetafeln, befand sich der Servicepunkt, der von der Berliner Polizei und der Bundespolizei besetzt war. Auskünfte zu Einreisebestimmungen, Luftsicherheitsfragen oder auch die Erteilung von Passersatzdokumenten wurden hier durch die Bundespolizei erteilt.
Typisch für die Architektur der 1960er und 1970er Jahre ist der Versuch, Funktionen in geometrische Formen umzusetzen und sie als Leitmotiv zu verwenden. Charakteristisch für Tegel ist das Raster aus Drei- und Sechsecken anstelle rechteckiger Räume. Die Windfänge an den Eingängen haben ebenso dreieckige Grundrisse wie die erkerartigen Vorbauten der Warteräume, die zu den Fluggastbrücken führen. Grundriss und Querschnitt des Gebäudes und der Betonpfeiler sind sechseckig. Ursprünglich waren auch die Sitzmöbel und die Bodenfliesen entsprechend geformt, an vielen Stellen wurden bei Renovierungsarbeiten allerdings herkömmliche Ersatzmaterialien verwendet. Am Bussteig vor dem Gebäude waren 2008 noch die alten Fliesen sichtbar.

#### Terminal C

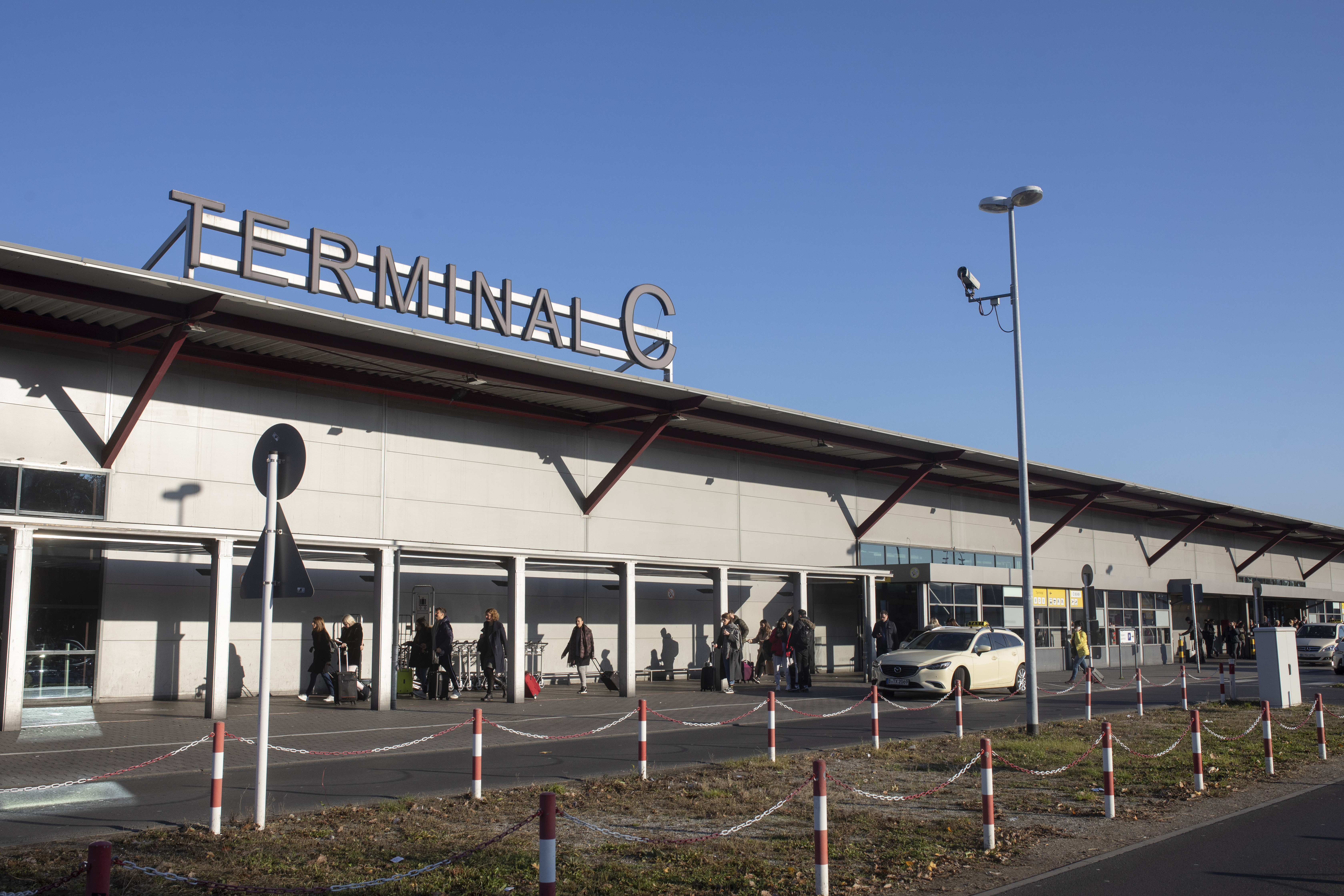
Außenansicht des Terminals C

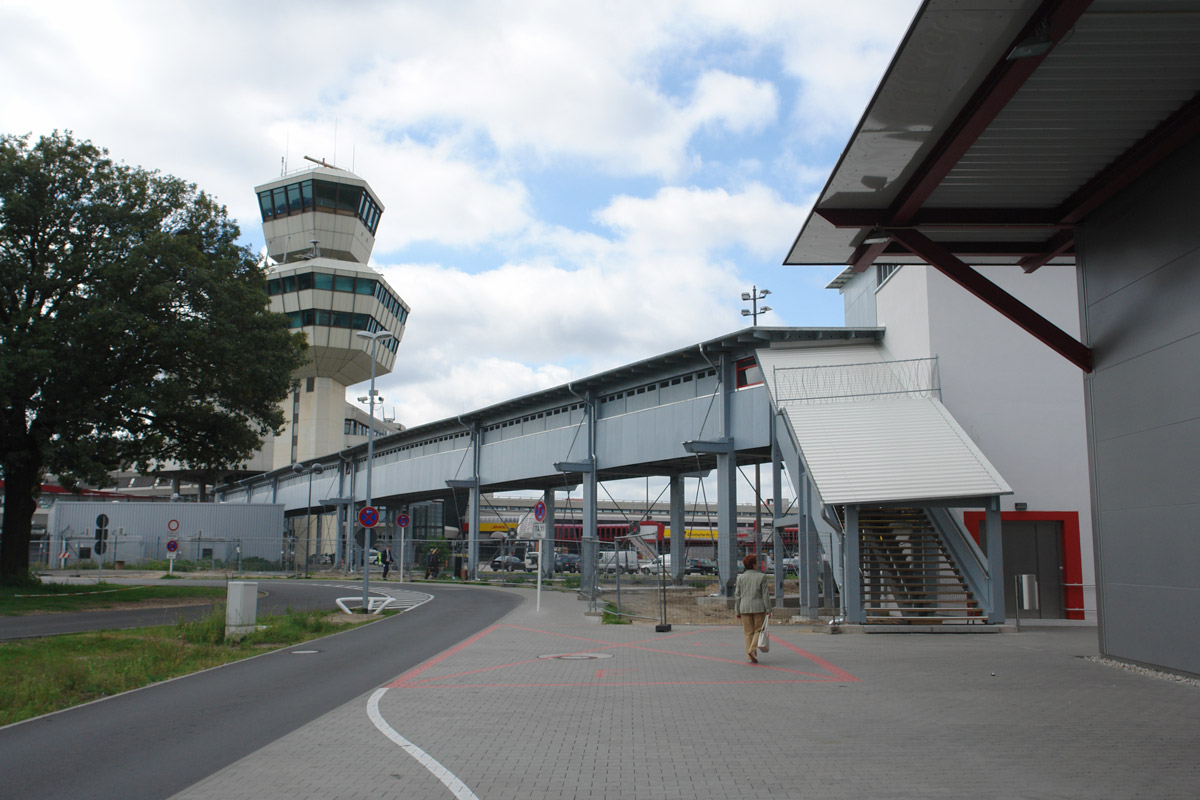
Verbindungsgang zwischen den Terminals A (hinten) und C (rechts)

Der Terminal C wurde am 24. Mai 2007 eröffnet. Er orientiert sich baulich am Terminal D des Flughafens Berlin-Schönefeld und bot eine Kapazität von 2,5 Millionen Reisenden pro Jahr. Die Errichtung nur wenige Jahre vor der geplanten Schließung des Flughafens wurde seitens der BFG mit reduzierten Kapazitäten der bestehenden Abfertigungseinrichtungen durch gestiegene Sicherheitsanforderungen begründet, die so bis zur Eröffnung des neuen Flughafens Berlin Brandenburg überbrückt werden sollten. Am 10. September 2009 ging die Erweiterung des Terminals C2 in Betrieb, die nochmals die Kapazitäten des Flughafens erhöhte.
Die Check-in-Schalter im neuen Terminal erhielten die Nummern C40–C57 und später im Terminal C2 die Nummern C60–C67. Es konnten Flüge innerhalb des Schengen-Raums und seit der Eröffnung der Erweiterung C2 auch Nicht-Schengen-Ziele abgefertigt werden. Der Terminal verfügt über keine Fluggastbrücken, bot aber dennoch Vorfeldpositionen für Bus- oder Walkboarding und Kapazitäten für die Abfertigung von Großraumflugzeugen wie den Airbus A330. Insgesamt gab es 26 Check-in-Schalter sowie 16 Abstellpositionen für Flugzeuge. Besucher, die Fluggäste vom Terminal C abholen wollten, konnten auf dem extra angelegten Parkplatz für den neuen Terminal für kurze Zeit kostenlos parken, was bei den übrigen Parkplätzen nicht der Fall war. Der Fußweg zum Terminal A (Bushaltestelle/Anschlussflüge) beträgt rund 350 m und ist größtenteils überdacht sowie mit Aufzügen versehen.
Im Oktober 2011, neun Monate vor der ursprünglich für Juni 2012 geplanten Schließung des Flughafens, wurde Terminal C um einen 1200 m² großen Anbau in Leichtbauweise nochmals ergänzt. Er wurde damit erneut um Kontrollstellen und die zusätzlichen Flugsteige C80–C89 erweitert.
Terminal C wurde bis August 2017 hauptsächlich durch die inzwischen insolvente Air Berlin genutzt; bis zur Schließung des Flughafens war easyJet der Hauptnutzer.

#### Terminal B, D und E

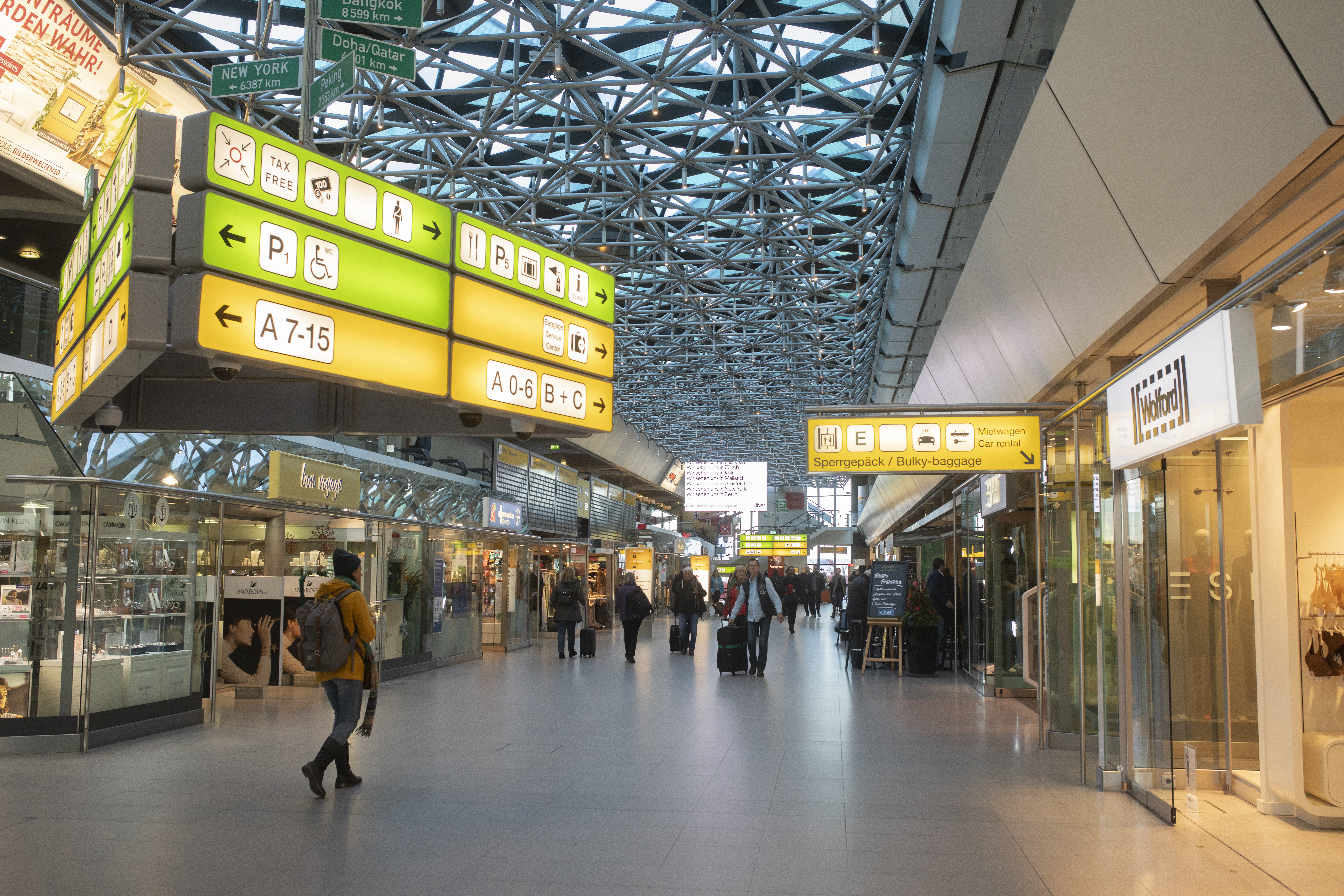
Terminal B

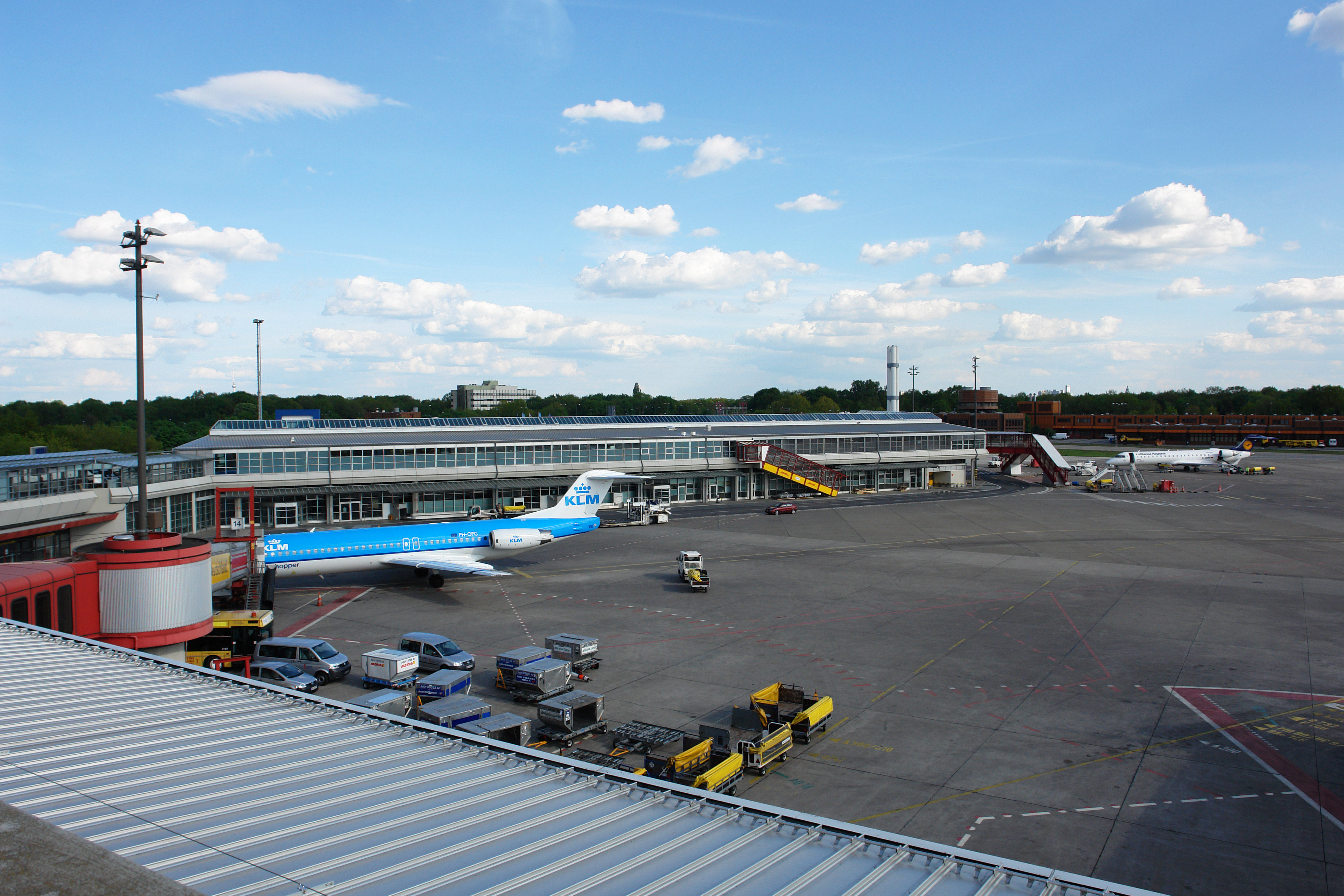
Blick auf Terminal D und E

Die ständig steigenden Passagierzahlen machten zusätzliche Abfertigungsschalter erforderlich. Mit der Eröffnung des neuen Terminals wurden die Positionen in den Terminals B und D neu nummeriert. Im Hauptgebäude (in der sogenannten „Nebelhalle“) wurde in einem ehemaligen Wartebereich mit den Schaltern 20–39 der Terminal B eingerichtet. Zu den Schaltern 70–91 musste man den Terminal am südlichen Ausgang bei Position 14 verlassen und Richtung Parkhaus 2 laufen – dort wurde die obere Etage zum Terminal D und die untere zum Terminal E ausgebaut.

#### Energiezentrale, Fracht- und Technikgebäude

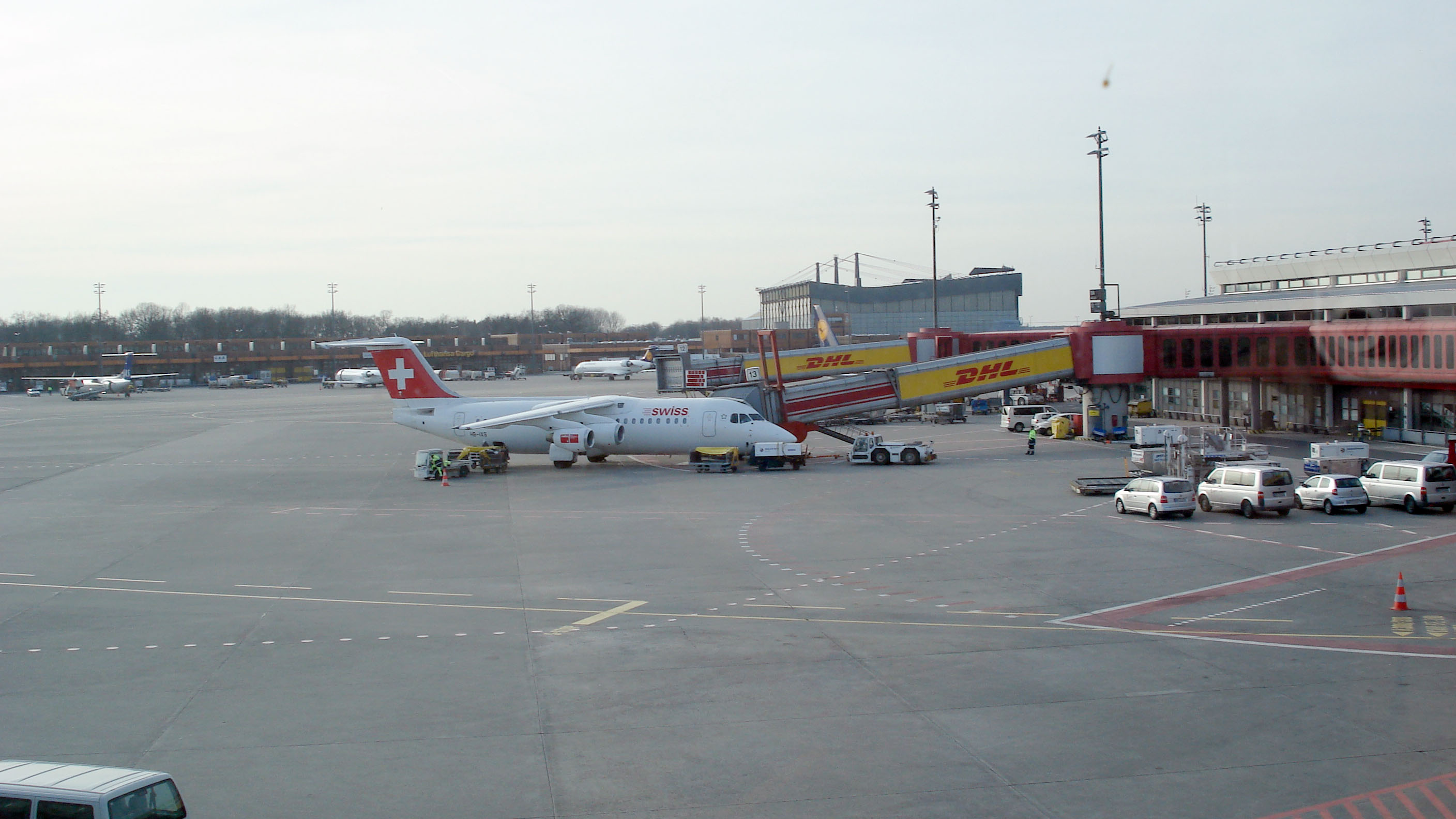
Terminal West mit Blick auf den Cargo-Bereich

Südwestlich des Terminals befinden sich die Frachthallen und die Cateringküche, südlich davon die Betriebsgebäude der Flughafengesellschaft sowie die Energiezentrale. Diese Gebäude basieren auf einem Bausteinsystem, sodass alle Gebäude wie aus einzelnen Containern zusammengesetzt wirken. Die einzelnen Module erinnern dabei an Telefonzellen der 1980er Jahre, sind allerdings durchgehend orangefarben. Die Fenster im Flugsteigring sind ähnlich konstruiert, haben allerdings rote Rahmen. Lediglich die graue Wartungshalle mit ihrem sichtbaren Stahlskelett westlich des Terminals sowie die pyramidenförmige Lärmschutzkabine aus Stahlträgern und Wellblechen fügten sich nicht so recht in das gestalterische Konzept ein, erfüllten jedoch ihren Zweck. Für Triebwerkstests stand eine Lärmschutzkabine mit einer Bruttogrundrissfläche von 2230 m² zur Verfügung.
Das Frachtgebäude besitzt bei einer Bruttogrundfläche von 11.428 m² eine Kapazität von 40.000 Tonnen Fracht pro Jahr. Innerhalb des Gebäudes befanden sich eine Quarantänestation für Tiere sowie ein Bereich zur Zwischenlagerung radioaktiver Stoffe.

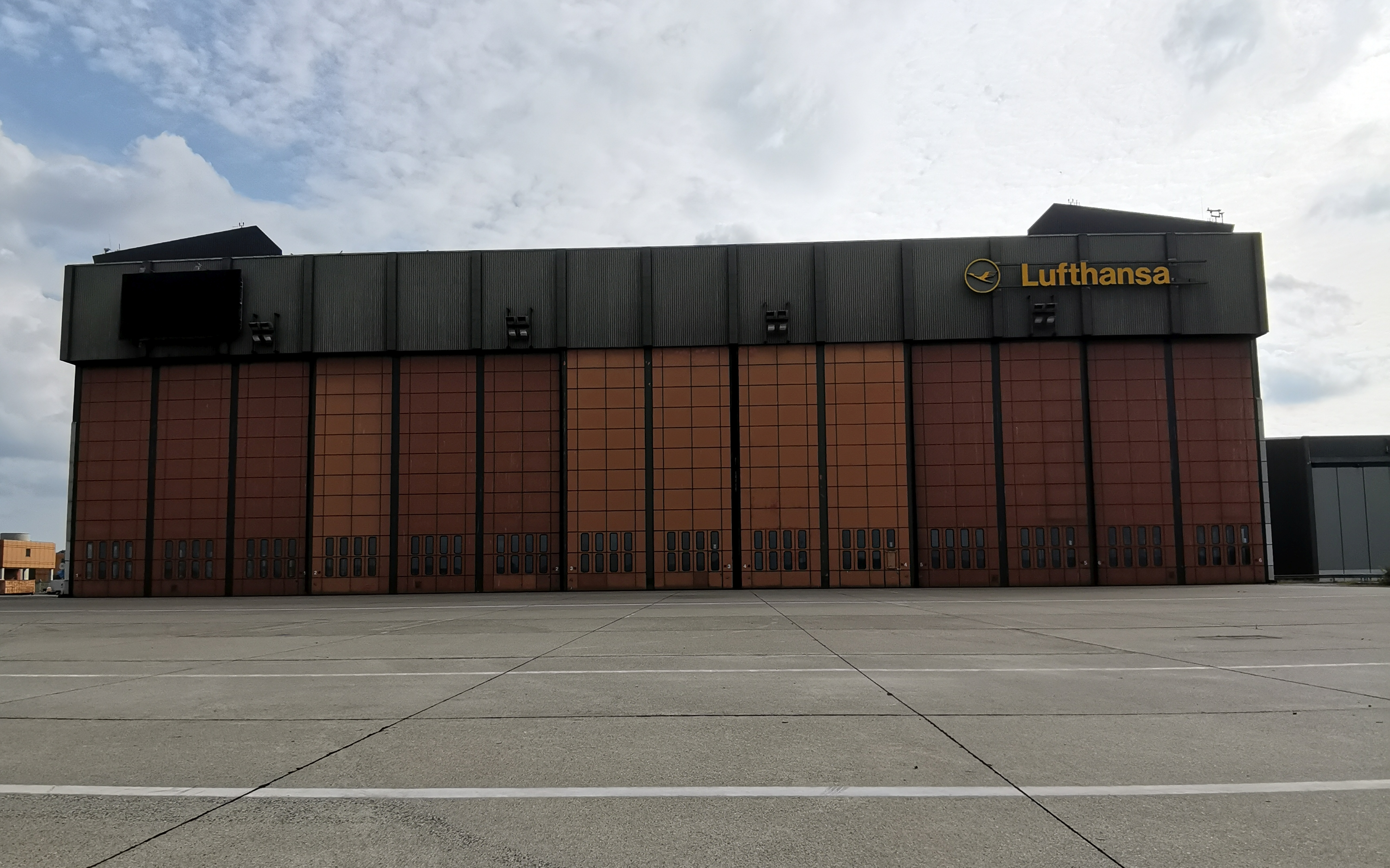
Hangar der Lufthansa Technik, 2022
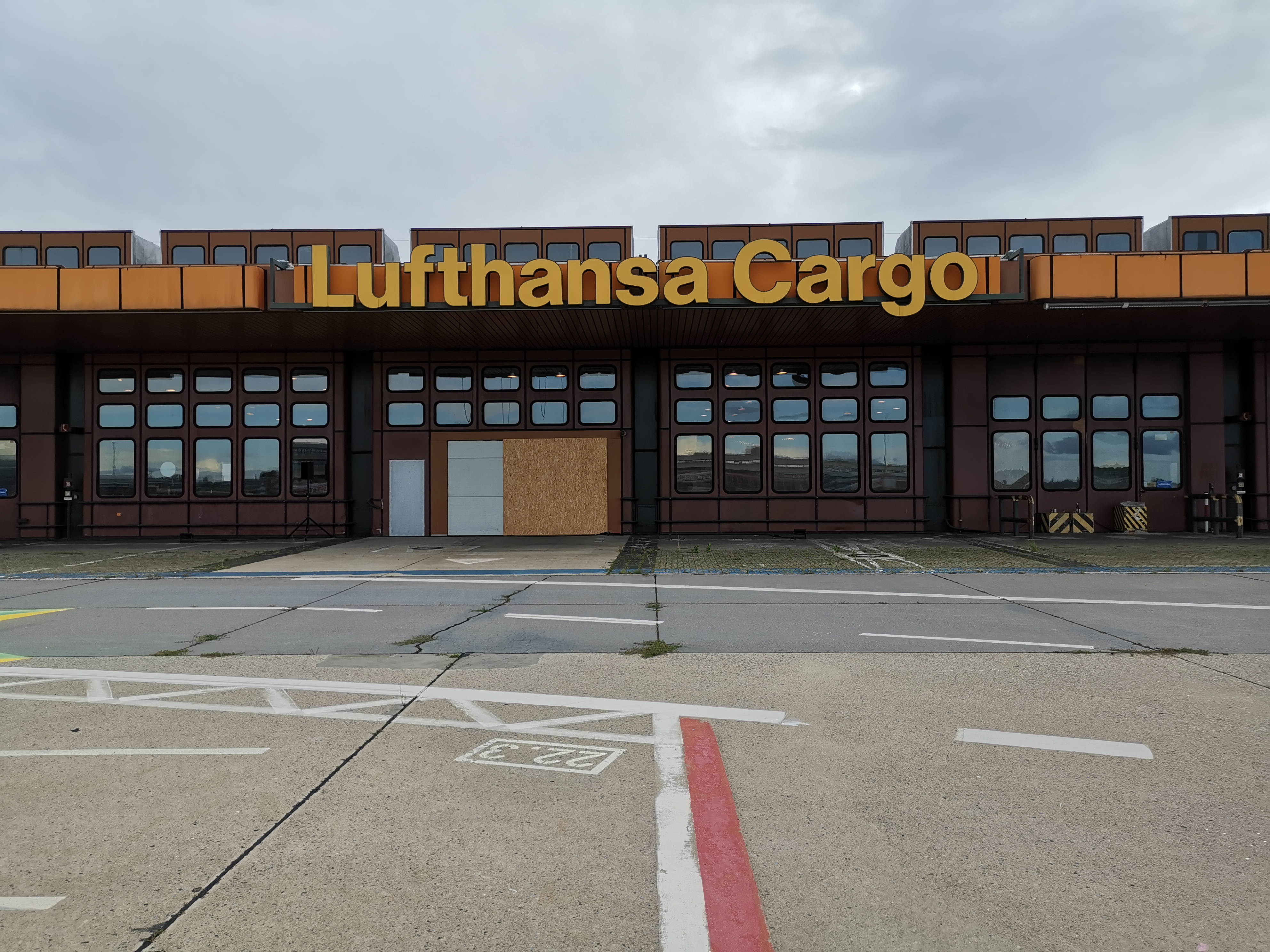
Frachtgebäude der Lufthansa Cargo, 2022
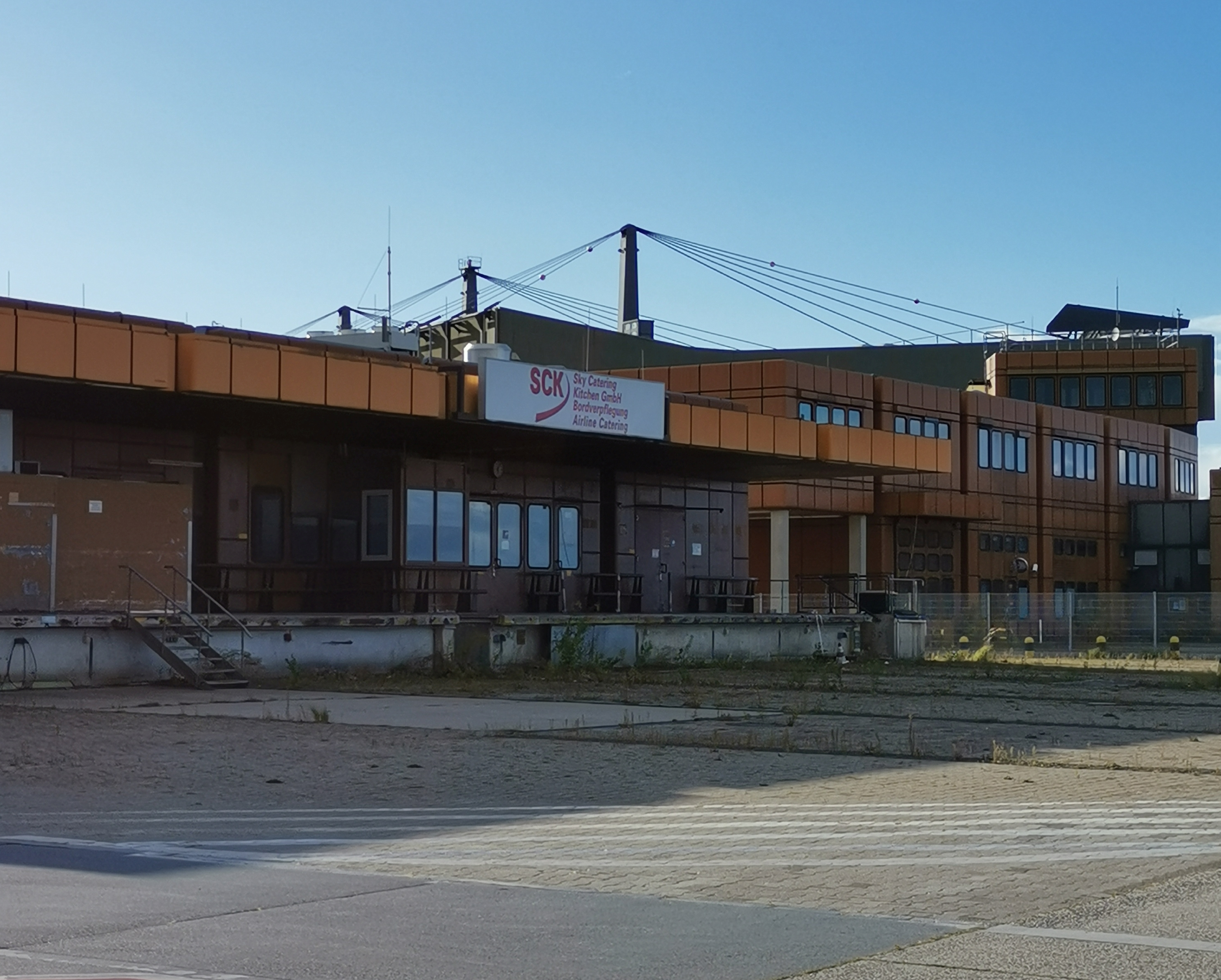
Cateringküche, 2022

### Regierungsflughafen

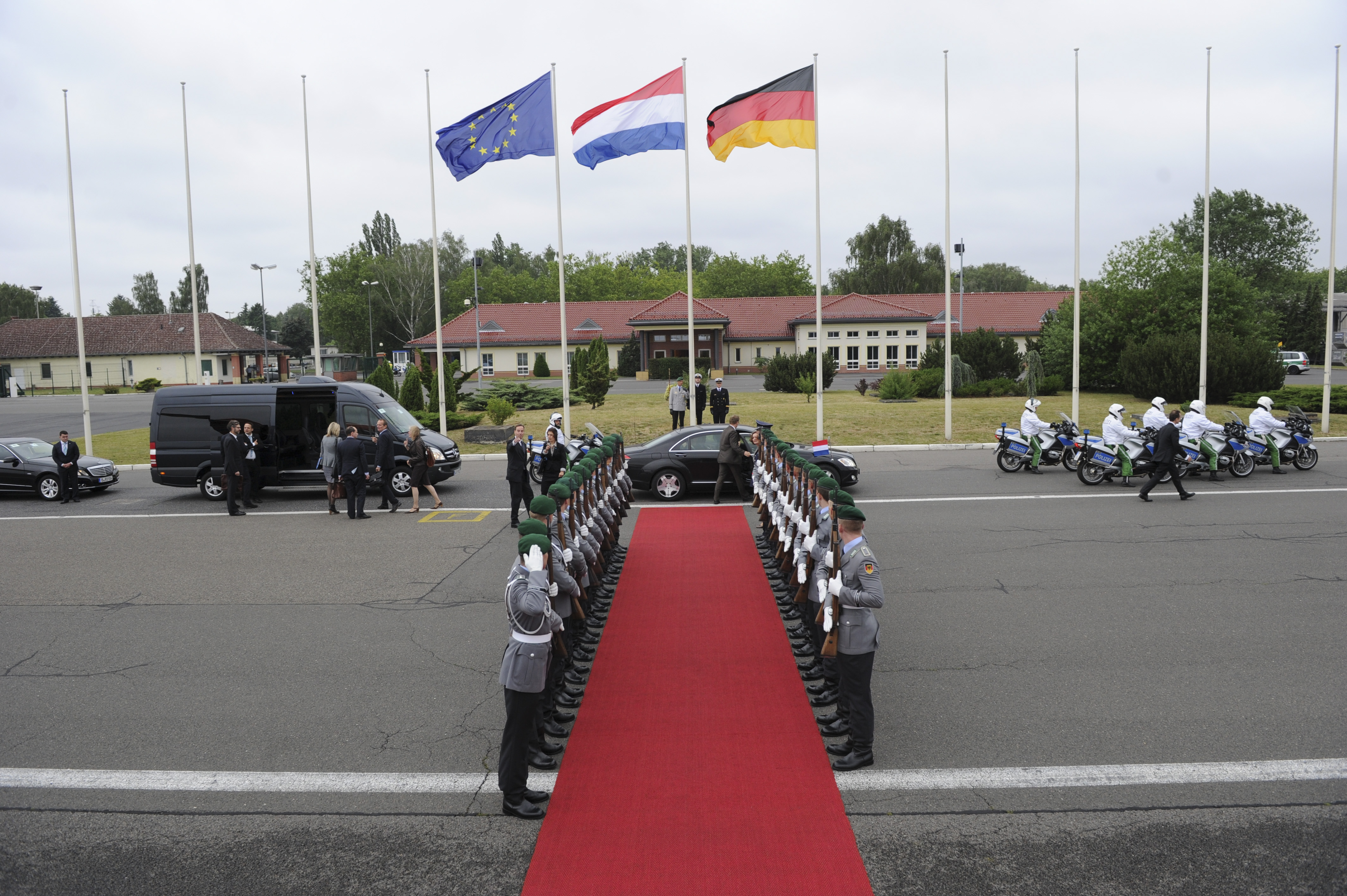
Staatsempfang am Regierungsterminal, Mark Rutte 2012

Die Abfertigungsanlagen nördlich der Landebahnen grenzen an den Ortsteil Tegel und wurden zuerst von der seinerzeitigen französischen Siegermacht als Militärflugplatz genutzt. Die Einheit „détachement Air (DA) 04.165“ der französischen Luftwaffe betrieb einige Flugzeuge des Typs DHC-6 Twin Otter, die als Kurier- und Verbindungsflugzeuge genutzt wurden. Seit dem Abzug der französischen Streitkräfte im Jahr 1994 ist der Flughafen Tegel Regierungsflughafen und konnte auch für militärische Operationen Deutschlands bzw. seiner Partner verwendet werden. Bis 1997 wurden auch noch die von der NVA übernommenen Hubschrauber Mil Mi-8 von der Flugbereitschaft ab Berlin-Tegel betrieben.
Die Flugbereitschaft der Bundesregierung mit Hauptsitz am Flughafen Köln/Bonn hat am Flughafen Tegel eine Außenstelle. Die 3. Lufttransportstaffel hat hier ihre drei Hubschrauber des Typs Eurocopter AS 532 Cougar für den VIP-Personentransport stationiert.
Als Regierungsflughafen wird der Abschnitt Berlin-Tegel (Nord) ausschließlich für die Cougar-Hubschrauberflotte voraussichtlich noch bis 2029 genutzt.

## Architektur und Kunst
Die Anlage hat geometrische Ähnlichkeiten mit dem fünf Jahre zuvor eröffneten Flughafen Köln/Bonn (1962–1971) von Paul Schneider-Esleben, da beide beispielhaft für die Architektur der 1960er Jahre und das Konzept des Drive-In-Airports sind. Tatsächlich hat das Architekturbüro gmp (siehe oben) einen sechseckigen Flugsteigring in ähnlicher Form bereits 1964 in ihrem (nicht realisierten) Entwurf für den Flughafen Hannover vorgestellt. Der gmp-Vorschlag für den Moskauer Flughafen Scheremetjewo 2 sah ebenfalls ähnlich aus, jedoch wurden in Hannover wie für die Vorplanung des „Olympiaflughafens“ Moskau (fast identische) Anlagen nach Plänen des Büros Heinz Wilke aus Hannover entwickelt. Scheremetjewo II wurde zwar von diesem Büro gebaut, jedoch in einer völlig veränderten, kompakteren Struktur.
Bereits 1973 wich das Büro gmp von der ringförmigen Struktur ab und entwickelte auf Basis des „Münchner Modells“ eine H-förmige Struktur mit zwei linearen Abfertigungseinheiten. Ihr Planungsgutachten wurde Grundlage des Bauwettbewerbs für München II im Erdinger Moos; den Wettbewerb 1975 gewann nach Überarbeitung das Büro Busse und Partner, München.
Die neueren gmp-Flughäfen wie Hamburg und Stuttgart zeigen keine Ähnlichkeit mit Tegel.
Meinhard von Gerkan – einem der Architekten – ging es hauptsächlich darum, den Fluggästen einen möglichst schnellen und kurzen Weg vom Eingang des Flughafens zum Flugzeug zu ermöglichen.

„Das Konzept des Flughafens Berlin-Tegel – laut weltweit nahezu übereinstimmender Einschätzung noch heute der am besten funktionierende Airport – bestand die ersten Jahre aus reinen Aviation-Flächen. […] Von der Taxivorfahrt bis zum Check-in-Schalter waren es 20 m, vom Counter durch den Warteraum bis zur Flugzeugtür noch 15 m. Das ist für einen Vielflieger der einzig wahre Komfort.“

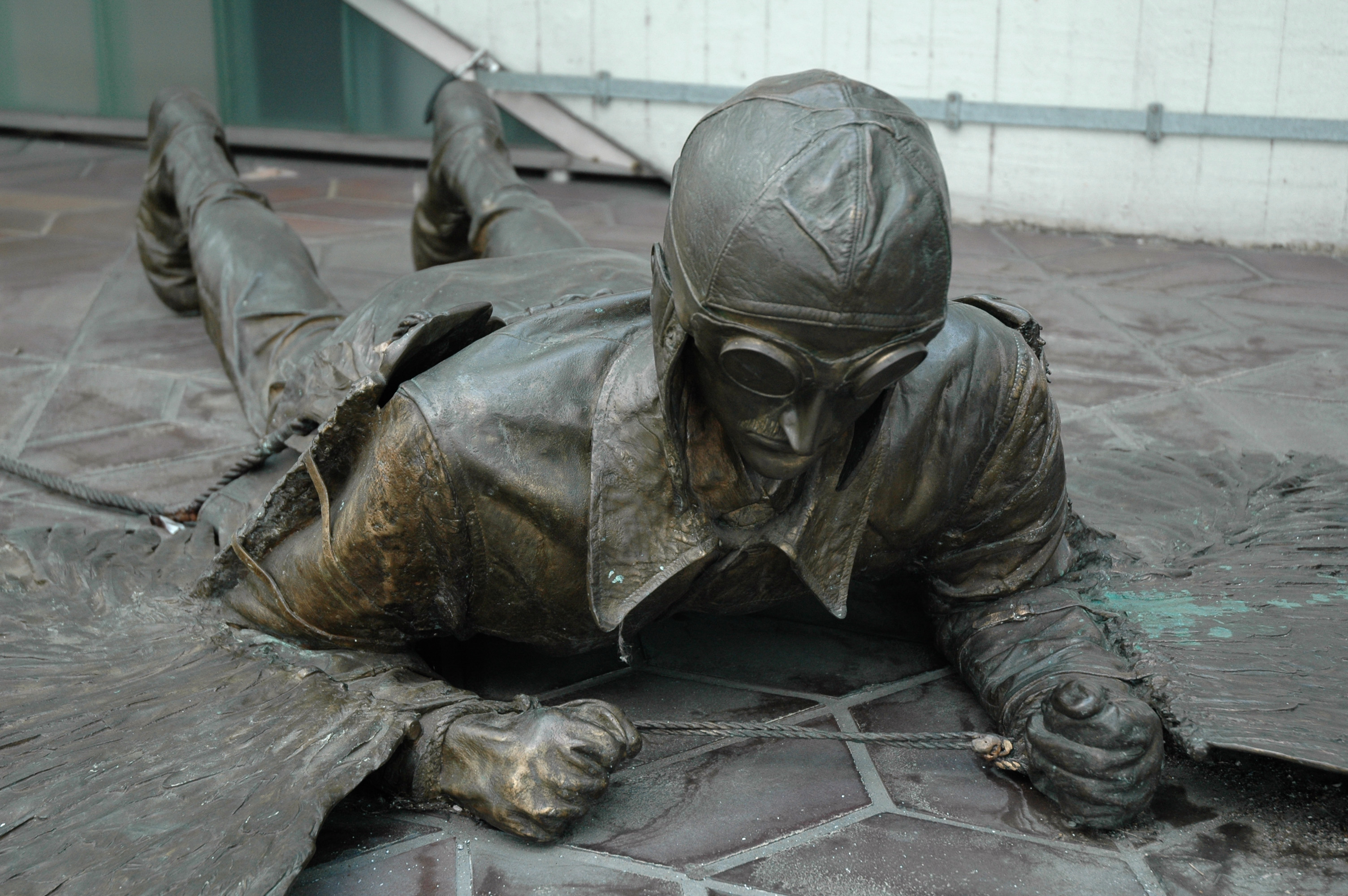
Skulptur Der Fall Daidalos und Ikaros von Rolf Scholz, die auch auf Otto Lilienthal anspielt. Sie befindet sich seit 2020 am Flughafen BER.

Am und im Flughafen Tegel befinden sich im Rahmen von Kunst am Bau bzw. Kunst im öffentlichen Raum mehrere Werke bildender Kunst, darunter Arbeiten von Werner Nöfer (umfangreiche Wandmalereien im Parkbereich sowie in den Ein- und Ausfahrten als Orientierungssystem), Karlheinz Biederbick (Vor dem Start), Heinrich Brummack (Wolkentor), Chryssa (Flug der Vögel), Hubertus von der Goltz (Der Mensch zwischen Himmel und Erde), Rolf Lieberknecht (L’Albatros), Paul Pfarr (Prototyp), Erich Fritz Reuter (drei Reliefporträts), Rolf Scholz (Der Fall Daidalos und Ikaros) und Hein Sinken (Balance IV).
Die Kunstwerke von Karlheinz Biederbick (Vor dem Start), Rolf Lieberknecht (L’Albatros), Hein Sinken (Balance IV) und Rolf Scholz (Der Fall Daidalos und Ikaros) haben neue Standorte im Neubau des Flughafens Berlin Brandenburg erhalten.

## Verkehrszahlen
Der Flughafen Berlin-Tegel war bis zu seiner Schließung der am stärksten frequentierte Flughafen Berlins. Für viele Fluggesellschaften war Tegel im Vergleich zum Flughafen Schönefeld aufgrund der zentralen Lage der beliebtere der beiden Flughäfen, sodass für neue Flugverbindungen oder die Stationierung neuer Flugzeuge kaum noch freie Slots vorhanden waren. Das erklärt auch, warum in den Jahren vor der Schließung jeweils ein höheres Passagieraufkommen zu verzeichnen war, als die offiziellen Kapazitäten für die Abfertigungsgebäude auswiesen. Diese Zahl wurde mit 11,5 Millionen Fluggästen pro Jahr angegeben.

### Verkehrszahlen ab 1991
| Betriebsjahr | Fluggastaufkommen | Luftfracht [t] | Luftpost [t] | Flugbewegungen |
| ------------ | ----------------- | -------------- | ------------ | -------------- |
| 1991         | 6.715.402         | 13.585         | 16.002       | 120.344        |
| 1992         | 6.641.634         | 16.493         | 18.705       | 96.896         |
| 1993         | 7.000.168         | 16.060         | 17.672       | 90.750         |
| 1994         | 7.234.345         | 16.625         | 16.869       | 93.103         |
| 1995         | 8.186.512         | 17.131         | 16.229       | 112.521        |
| 1996         | 8.298.736         | 17.836         | 17.525       | 117.247        |
| 1997         | 8.622.359         | 19.043         | 16.465       | 117.495        |
| 1998         | 8.810.476         | 15.183         | 15.639       | 115.092        |
| 1999         | 9.543.437         | 15.349         | 15.887       | 118.188        |
| 2000         | 10.268.325        | 17.096         | 26.792       | 127.668        |
| 2001         | 9.863.870         | 17.578         | 15.977       | 125.484        |
| 2002         | 9.055.002         | 13.787         | 14.258       | 111.334        |
| 2003         | 11.055.303        | 12.800         | 4.665        | 134.395        |
| 2004         | 11.014.062        | 12.009         | 8.044        | 131.875        |
| 2005         | 11.500.454        | 11.246         | 3.125        | 137.288        |
| 2006         | 11.787.960        | 13.490         | 5.522        | 134.322        |
| 2007         | 13.345.188        | 14.830         | 4.823        | 145.423        |
| 2008         | 14.486.610        | 28.427         | 5.143        | 161.237        |
| 2009         | 14.180.084        | 25.057         | 2.651        | 156.262        |
| 2010         | 15.025.600        | 31.766         | 5.476        | 158.570        |
| 2011         | 16.919.820        | 26.578         | 667          | 169.384        |
| 2012         | 18.164.203        | 26.933         | 4.226        | 171.114        |
| 2013         | 19.591.838        | 27.870         | 5.454        | 174.763        |
| 2014         | 20.688.016        | 35.560         | 5.348        | 182.197        |
| 2015         | 21.005.196        | 35.108         | 4.522        | 184.457        |
| 2016         | 21.253.959        | 37.926         | 4.574        | 185.500        |
| 2017         | 20.460.688        | 39.997         | 4.364        | 173.713        |
| 2018         | 22.000.430        | 27.931         | 4.436        | 187.292        |
| 2019         | 24.227.570        | 21.624         | 3.441        | 193.615        |

### Verkehrsreichste Flugstrecken

#### Insgesamt
| Rang                                                             | Ziel                    | Passagiere 2018 | Veränderung | Passagiere 2017 | Starts 2018 | Veränderung | Starts 2017 |
| ---------------------------------------------------------------- | ----------------------- | --------------- | ----------- | --------------- | ----------- | ----------- | ----------- |
| 01                                                               | Frankfurt               | 1.146.911       | ▲16,8 %     | 981.975         | 8.434       | ▲26,56 %    | 6.664       |
| 02                                                               | München                 | 0 989.451       | ▲0,68 %     | 982.731         | 7.958       | ▲9,37 %     | 7.276       |
| 03                                                               | Stuttgart               | 0 614.407       | ▲18,92 %    | 516.673         | 5.820       | ▲27,94 %    | 4.549       |
| 04                                                               | Düsseldorf              | 0 599.076       | ▲4,5 %      | 573.260         | 5.540       | ▲16,02 %    | 4.775       |
| 05                                                               | Zürich                  | 0 587.865       | ▲19,83 %    | 490.600         | 5.261       | ▲42,69 %    | 3.687       |
| 06                                                               | Köln/Bonn               | 0 579.256       | ▼–5,53 %    | 613.167         | 5.346       | ▼–1,37 %    | 5.420       |
| 07                                                               | Wien                    | 0 461.391       | ▲30,09 %    | 354.673         | 4.312       | ▲51,4 %     | 2.848       |
| 08                                                               | Paris Charles de Gaulle | 0 420.056       | ▼–1,78 %    | 427.669         | 2.782       | ▼–4,69 %    | 2.919       |
| 09                                                               | Palma de Mallorca       | 0 407.039       | ▲74,18 %    | 233.688         | 2.848       | ▲79,8 %     | 1.584       |
| 10                                                               | London-Heathrow         | 0 401.583       | ▲4,48 %     | 384.370         | 3.340       | ▲2,42 %     | 3.261       |
| In dieser Statistik sind nur Starts enthalten. (Keine Landungen) |                         |                 |             |                 |             |             |             |

#### National
| Rang                                                     | Start / Ziel       | Passagiere 2018 | Veränderung | Passagiere 2017 | Flugbewegungen 2018 | Veränderung | Flugbewegungen 2017 |
| -------------------------------------------------------- | ------------------ | --------------- | ----------- | --------------- | ------------------- | ----------- | ------------------- |
| 01                                                       | Frankfurt          | 2.291.823       | ▲17,15 %    | 1.956.370       | 16.886              | ▲26,52 %    | 13.346              |
| 02                                                       | München            | 1.988.444       | ▲0,79 %     | 1.972.901       | 15.942              | ▲9,41 %     | 14.571              |
| 03                                                       | Stuttgart          | 1.243.154       | ▲19,84 %    | 1.037.326       | 11.651              | ▲27,86 %    | 09.112              |
| 04                                                       | Düsseldorf         | 1.198.377       | ▲4,68 %     | 1.144.793       | 11.095              | ▲16,12 %    | 09.555              |
| 05                                                       | Köln/Bonn          | 1.174.845       | ▼–4,7 %     | 1.232.847       | 10.650              | ▼–1,36 %    | 10.797              |
| 06                                                       | Nürnberg           | 00 87.832       | ▼–58,6 %    | 0 212.159       | 01.937              | ▼–38,82 %   | 03.166              |
| 07                                                       | Saarbrücken        | 00 78.864       | ▼–16,05 %   | 00 93.940       | 01.804              | ▼–5,4 %     | 01.907              |
| 08                                                       | Karlsruhe/Baden-B. | 00 40.454       | ▼–43,37 %   | 00 71.433       | 00 914              | ▼–41,75 %   | 01.569              |
| 09                                                       | Hamburg            | 000 1.216       | ▲17,94 %    | 000 1.031       | 000 20              | ▼–23,08 %   | 000 26              |
| 10                                                       | Berlin-Schönefeld  | 00000732        | ▼–74,72 %   | 000 2.896       | 000 11              | ▼–57,69 %   | 000 26              |
| In dieser Statistik sind Starts und Landungen enthalten. |                    |                 |             |                 |                     |             |                     |

#### Kontinental
| Rang                                                             | Ziel                    | Passagiere 2018 | Veränderung | Passagiere 2017 | Starts 2018 | Veränderung | Starts 2017 |
| ---------------------------------------------------------------- | ----------------------- | --------------- | ----------- | --------------- | ----------- | ----------- | ----------- |
| 01                                                               | Zürich                  | 587.865         | ▲19,83 %    | 490.600         | 5.261       | ▲42,69 %    | 3.687       |
| 02                                                               | Wien                    | 461.391         | ▲30,09 %    | 354.673         | 4.312       | ▲51,4 %     | 2.848       |
| 03                                                               | Paris Charles de Gaulle | 420.056         | ▼–1,78 %    | 427.669         | 2.782       | ▼–4,69 %    | 2.919       |
| 04                                                               | Palma de Mallorca       | 407.039         | ▲74,18 %    | 233.688         | 2.848       | ▲79,8 %     | 1.584       |
| 05                                                               | London-Heathrow         | 401.583         | ▲4,48 %     | 384.370         | 3.340       | ▲2,42 %     | 3.261       |
| 06                                                               | Amsterdam               | 326.970         | ▲11,08 %    | 294.354         | 2.388       | ▲11,75 %    | 2.137       |
| 07                                                               | Istanbul-Atatürk        | 274.000         | ▲5,56 %     | 259.565         | 1.579       | ▼–5,22 %    | 1.666       |
| 08                                                               | Helsinki-Vantaa         | 233.391         | ▼–5,41 %    | 246.730         | 1.819       | ▼–5,36 %    | 1.922       |
| 09                                                               | Madrid                  | 173.562         | ▲53,38 %    | 113.161         | 1.163       | ▲49,1 %     | 0 780       |
| 10                                                               | Kopenhagen              | 170.673         | ▼–8,83 %    | 187.210         | 1.498       | ▼–2,73 %    | 1.540       |
| 11                                                               | Brüssel                 | 165.961         | ▲4,11 %     | 159.412         | 1.481       | ▼–4,14 %    | 1.545       |
| 12                                                               | Paris-Orly              | 160.250         | ▲781,12 %   | 018.187         | 1.038       | ▲565,38 %   | 0 156       |
| 13                                                               | Rom-Fiumicino           | 149.880         | ▲8,95 %     | 137.567         | 1.080       | ▲7,57 %     | 1.004       |
| 14                                                               | Stockholm-Arlanda       | 141.711         | ▼–31,63 %   | 207.278         | 1.133       | ▼–31,21 %   | 1.647       |
| 15                                                               | Antalya                 | 120.783         | ▲21,6 %     | 099.330         | 0 764       | ▲20,13 %    | 0 636       |
| 16                                                               | London-Gatwick          | 086.077         | Route neu   | 00000 0         | 0 591       | Route neu   | 000 0       |
| 17                                                               | Barcelona               | 083.355         | ▼–7,77 %    | 090.379         | 0 530       | ▼–11,22 %   | 0 597       |
| 18                                                               | Dublin                  | 081.685         | ▲10,93 %    | 073.634         | 0 611       | ▲4,98 %     | 0 582       |
| 19                                                               | Lissabon                | 081.558         | ▲12,72 %    | 072.357         | 0 614       | ▲10,43 %    | 0 556       |
| 20                                                               | Mailand-Malpensa        | 074.234         | Route neu   | 00000 0         | 0 488       | Route neu   | 000 0       |
| In dieser Statistik sind nur Starts enthalten (keine Landungen). |                         |                 |             |                 |             |             |             |

#### Interkontinental
| Rang                                                             | Ziel         | Passagiere 2018 | Veränderung | Passagiere 2017 | Starts 2018 | Veränderung | Starts 2017 |
| ---------------------------------------------------------------- | ------------ | --------------- | ----------- | --------------- | ----------- | ----------- | ----------- |
| 01                                                               | Doha         | 101.253         | ▲3,73 %     | 97.611          | 365         | ▲0,55 %     | 363         |
| 02                                                               | Tel Aviv     | 072.799         | ▼–16,49 %   | 87.170          | 515         | ▼–7,37 %    | 556         |
| 03                                                               | Newark       | 067.510         | ▲21,04 %    | 55.776          | 335         | ▲7,72 %     | 311         |
| 04                                                               | Peking       | 049.935         | ▼–0,32 %    | 50.097          | 218         | 0000 %      | 218         |
| 05                                                               | Hurghada     | 048.715         | ▲54,83 %    | 31.463          | 341         | ▲64,73 %    | 207         |
| 06                                                               | New York-JFK | 043.074         | ▼–53,83 %   | 93.297          | 224         | ▼–47,91 %   | 430         |
| 07                                                               | Singapur     | 029.647         | Route neu   | 0000 0          | 108         | Route neu   | 000         |
| 08                                                               | Amman        | 018.588         | ▼–19,46 %   | 23.078          | 211         | ▼–9,05 %    | 232         |
| 09                                                               | Toronto      | 016.610         | ▲2,54 %     | 16.198          | 073         | 0000 %      | 073         |
| 10                                                               | Monastir     | 008.453         | Route neu   | 0000 0          | 053         | Route neu   | 000         |
| In dieser Statistik sind nur Starts enthalten (keine Landungen). |              |                 |             |                 |             |             |             |

#### Nach Staaten
| Rang                                                             | Ziel           | Passagiere 2018 | Veränderung | Passagiere 2017 | Starts 2018 | Veränderung | Starts 2017 |
| ---------------------------------------------------------------- | -------------- | --------------- | ----------- | --------------- | ----------- | ----------- | ----------- |
| 01                                                               | Deutschland    | 4.045.506       | ▲4,55 %     | 3.869.369       | 36.253      | ▲10,53 %    | 32.798      |
| 02                                                               | Spanien        | 0 923.141       | ▲49,25 %    | 0 618.521       | 06.319      | ▲53,11 %    | 04.127      |
| 03                                                               | Großbritannien | 0 628.403       | ▲25,9 %     | 0 499.143       | 05.598      | ▲12,73 %    | 04.966      |
| 04                                                               | Schweiz        | 0 617.111       | ▲23,46 %    | 0 499.862       | 05.668      | ▲40,71 %    | 04.028      |
| 05                                                               | Frankreich     | 0 613.246       | ▲31,13 %    | 0 467.658       | 04.085      | ▲24,58 %    | 03.279      |
| 06                                                               | Türkei         | 0 530.597       | ▲12,86 %    | 0 470.125       | 03.343      | ▲6,06 %     | 03.152      |
| 07                                                               | Österreich     | 0 505.515       | ▲13,58 %    | 0 445.093       | 05.044      | ▲22,16 %    | 04.129      |
| 08                                                               | Italien        | 0 402.944       | ▲22,37 %    | 0 329.292       | 02.836      | ▲7,34 %     | 02.642      |
| 09                                                               | Niederlande    | 0 327.682       | ▲11,12 %    | 0 294.903       | 02.396      | ▲11,81 %    | 02.143      |
| 10                                                               | Finnland       | 0 233.391       | ▼–5,41 %    | 0 246.730       | 01.819      | ▼–5,36 %    | 01.922      |
| 11                                                               | Griechenland   | 0 220.000       | ▲66,65 %    | 0 132.013       | 01.578      | ▲80,55 %    | 00 874      |
| 12                                                               | Dänemark       | 0 173.512       | ▼–8,37 %    | 0 189.371       | 01.536      | ▼–3,4 %     | 01.590      |
| 13                                                               | Belgien        | 0 165.965       | ▲4,05 %     | 0 159.501       | 01.483      | ▼–4,2 %     | 01.548      |
| 14                                                               | Schweden       | 0 164.364       | ▼–50,28 %   | 0 330.565       | 01.359      | ▼–50,56 %   | 02.749      |
| 15                                                               | Russland       | 0 133.174       | ▲56,4 %     | 00 85.147       | 01.246      | ▲54,21 %    | 00 808      |
| 16                                                               | Portugal       | 0 132.549       | ▲6,94 %     | 0 123.943       | 00 973      | ▲8,47 %     | 00 897      |
| 17                                                               | USA            | 0 110.584       | ▼–57,47 %   | 0 260.000       | 00 559      | ▼–55,28 %   | 01.250      |
| 18                                                               | Katar          | 0 101.257       | ▲3,74 %     | 00 97.611       | 00 366      | ▲0,83 %     | 00 363      |
| 19                                                               | Irland         | 00 81.685       | ▲10,93 %    | 00 73.636       | 00 611      | ▲4,62 %     | 00 584      |
| 20                                                               | Kroatien       | 00 81.148       | ▲44,02 %    | 00 56.344       | 00 664      | ▲34,41 %    | 00 494      |
| In dieser Statistik sind nur Starts enthalten (keine Landungen). |                |                 |             |                 |             |             |             |

## Fluggesellschaften
Von und zum Flughafen Tegel flogen in den letzten zwei Betriebsjahren (Stand: März 2019) 65 Fluggesellschaften zu 127 innerdeutschen, europäischen und interkontinentalen Flugzielen in 45 Staaten. Bis Herbst 2017 war Air Berlin der wichtigste Anbieter in Tegel. Die heute insolvente Fluggesellschaft hatte hier ihren Heimatflughafen und betrieb in Tegel ein Drehkreuz. Sie bot Langstreckenverbindungen von Berlin-Tegel nach Abu Dhabi, Chicago, Los Angeles, New York, Miami und San Francisco an, die im September 2017 gestrichen wurden.
Größte Fluggesellschaft war zuletzt easyJet, gefolgt von Lufthansa, Eurowings, Ryanair und Swiss.
Interkontinental wurden regelmäßig Doha, New York, Ulan Bator, Toronto (saisonal), Peking und Singapur angeflogen.
Für den Sommer 2019 kündigte American Airlines an, viermal wöchentlich nach Philadelphia zu fliegen.

## Kritik am Flughafen

### Stärken und Schwächen der Anlage

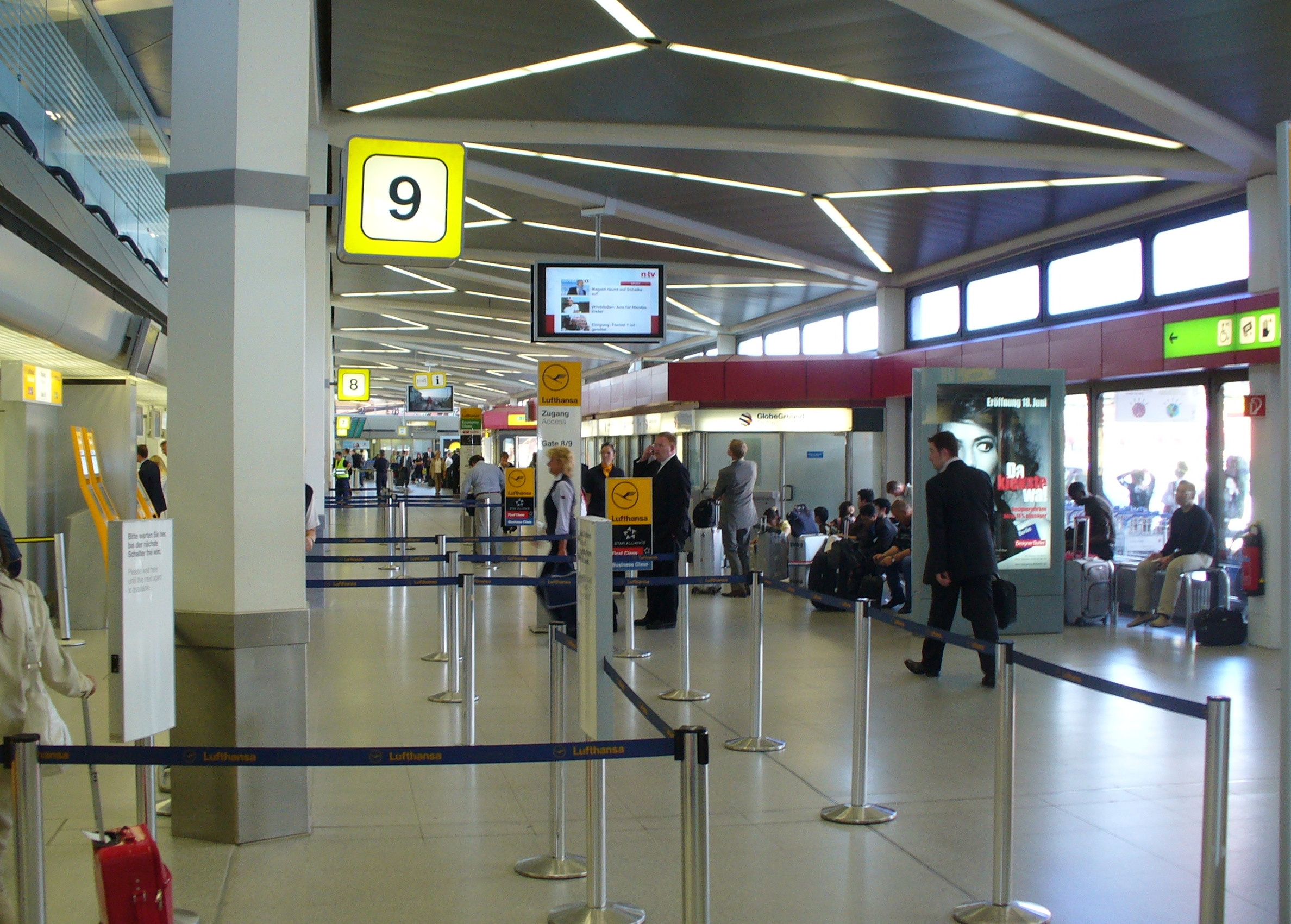
Öffentlicher Bereich des Terminal A; rechts im Bild die Vorfahrt, links die dezentralen Sicherheitskontrollen vor jedem Gate

Berlin-Tegel bewältigte bis 2020 achtmal so viele Passagiere wie die 2,5 Millionen im Jahr, von denen die ursprüngliche Planung für den 1974 eröffneten Neubau ausging. 2014 wurden ca. 21 Millionen Passagiere abgefertigt. Diese ungewöhnliche Leistungsfähigkeit der Anlage, eine so große Auslastung zu meistern, ist zum Teil in der Architektur der kurzen und übersichtlichen Wege begründet (siehe Architektur). Dennoch bildeten sich vor den Check-in-Schaltern im Flugsteigring regelmäßig Warteschlangen, die den Durchgang zu den anderen Positionen behinderten. Kleine Kontrollstellen bremsten den Durchgang, gleichzeitig wurde an jedem einzelnen der nicht untereinander verbundenen Warteräume gesondertes Sicherheitspersonal benötigt. Die Warteräume selbst waren für moderne Flugzeuge oft zu klein; außerdem mussten die Abstellpositionen so gewählt werden, dass Schengen- und Non-Schengen-Passagiere nicht denselben Warteraum benutzen. Transferpassagiere konnten nur innerhalb des Terminals C ohne erneute Sicherheitskontrolle umsteigen. Der Flughafen verfügte über keine zentrale Gepäckförderanlage; eintreffendes Transfergepäck wurde in eine eigens zu diesem Zweck errichtete Halle verbracht, dort manuell sortiert und für den Anschlussflug bereitgestellt.
Problematisch war zudem die Straßenführung im Terminal. Die zentrale An- und Abfahrt unter dem Hauptgebäude stellte ein verkehrstechnisches Nadelöhr dar. Bei geringerem Verkehrsaufkommen als zum Zeitpunkt der Planung ermöglichte diese Straßenführung allerdings bequemes, schnelles und kurzwegiges An- und Abreisen mit dem Bus bzw. öffentlichen Nahverkehrsmitteln.
Da der Flughafen Berlin-Tegel nach dem Prinzip der kurzen Wege konzipiert worden war, gab es nur vergleichsweise kleine Flächen für Restaurants und Geschäfte. Diese hatten zudem nach 20 Uhr, wenn die abendlichen Flugzeuge eintrafen, meist nicht mehr geöffnet. Damit unterschied sich dieser Flughafen von dem moderneren Shopping-Mall-Flughafenkonzept, das ein Lange-Wege-Prinzip mit Wegen und Möglichkeiten zur intensiven Bewerbung entlang den Geschäften des Einzelhandels ermöglicht. Jedoch waren aus Sicht vieler Reisender die kurzen Wege und kurzen Aufenthaltszeiten nach diesem „altmodischen“ Konzept wünschenswert und ein Komfortmerkmal, über das viele modernere Flughäfen nicht verfügen.

### Fluglärm

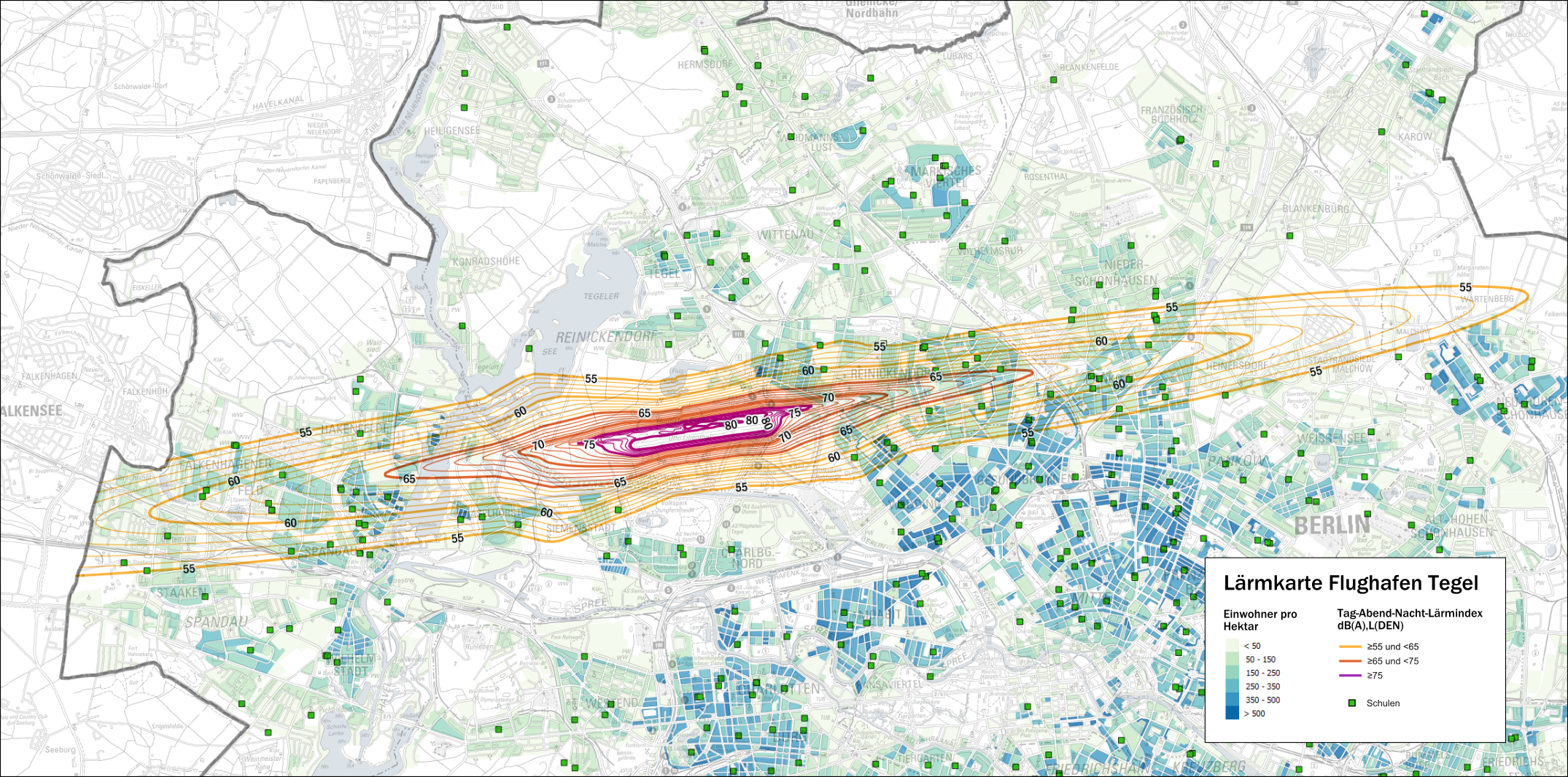
Lärmkarte des Flughafens Tegel mit der Bevölkerungsdichte der betroffenen Wohngebiete

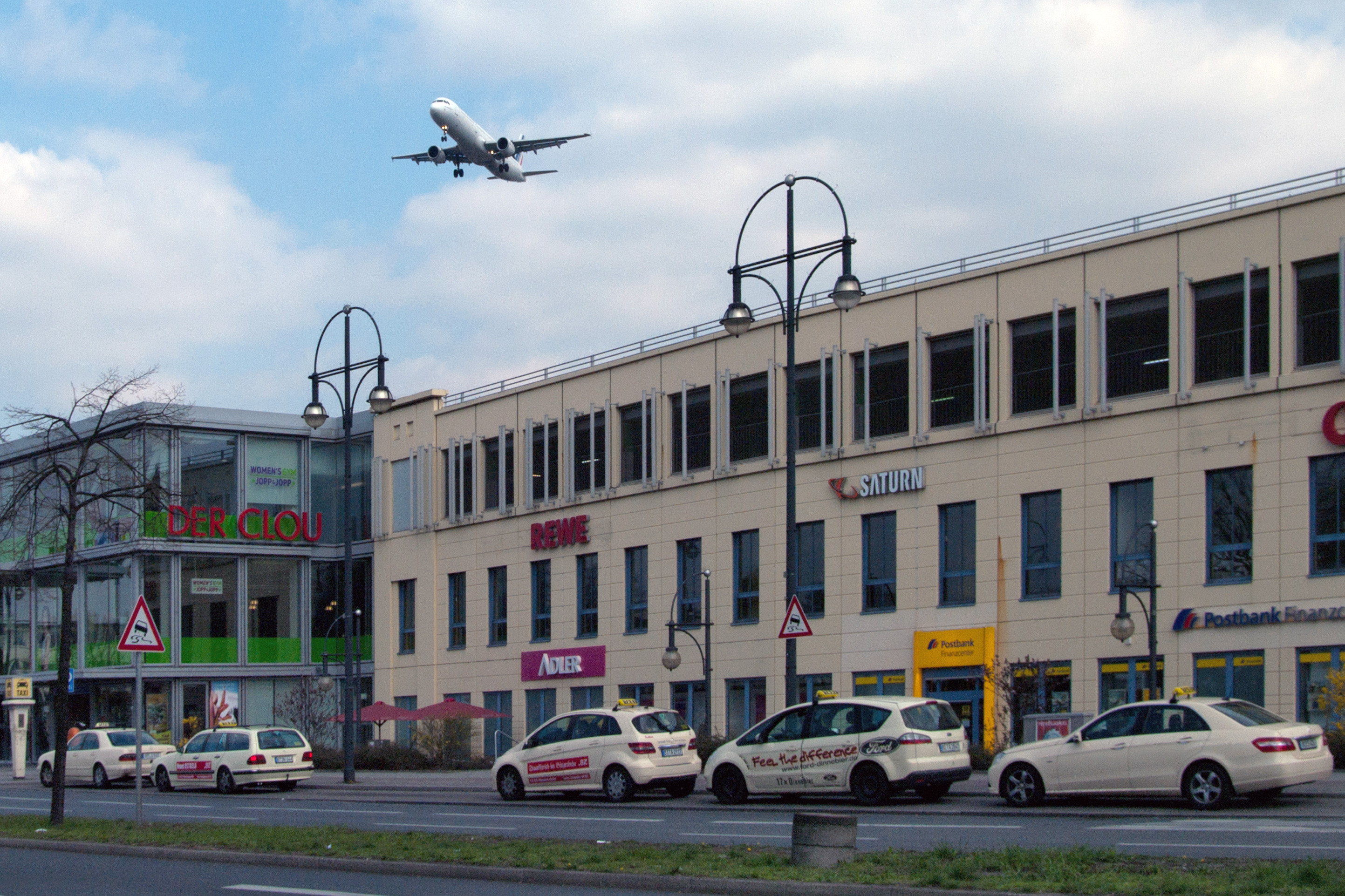
Flugzeug im Anflug auf Tegel über dem Kurt-Schumacher-Platz in Berlin-Reinickendorf

Viele Kritiker und Anwohner beschwerten sich über den Fluglärm, da sich die Anflugschneise des Flughafens Berlin-Tegel über dicht bewohntem Gebiet in Reinickendorf, Wedding, Pankow, Niederschönhausen, Heinersdorf, Haselhorst, Spandau, Falkenhagener Feld und Falkensee befand.
Innerhalb Deutschlands war Tegel der Flughafen mit den meisten betroffenen Anwohnern durch Umgebungslärm, obwohl er nach der Zahl der Flugbewegungen lediglich an vierter Stelle stand. Insgesamt 240.500 Anwohner waren von einem Tag-Abend-Nacht-Lärmindex von über 55 db (A) betroffen, 54.100 Anwohner von einem Nacht-Lärmindex von über 50 db (A). Eine Prognose von 2015 für den neuen Flughafen BER liegt bei nur 38.900 betroffenen Anwohnern tagsüber und 6.200 nachts.
Auch befanden sich 211 Schul- und 38 Krankenhausgebäude in der Lärmzone mit einem Pegelbereich über 55 db (A), wo nach dem Fluglärm-Gesetz (ohne Berücksichtigung des Bestandsschutzes) solch schutzbedürftige Einrichtungen nur noch ausnahmsweise errichtet werden dürfen.
2002 gab es zwischen 22 und 6 Uhr insgesamt 5101 Flugbewegungen, 2016 waren es 9633. Die meisten fielen in die Stunde zwischen 22 und 23 Uhr, fast jeder zehnte wurde zwischen 23 und 24 Uhr registriert. Dabei handelte es sich vor allem um gewerbliche Flüge.
Im Gesetz zum Schutz gegen Fluglärm ist geregelt, dass Anwohner vor Gefahren, erheblichen Nachteilen und erheblichen Belästigungen durch Fluglärm geschützt sein müssen. Seit 2007 definiert eine Novelle dieses Gesetzes, dass die Lärmwerte rund um zivile Flughäfen hierfür gesenkt werden müssen. Allerdings wurde eine Ausnahme ins Gesetz geschrieben: Flughäfen, die in den nächsten zehn Jahren geschlossen werden, sind von der Regelung ausgenommen. Da der Flughafen Tegel der einzige von dieser Regelung betroffene Flughafen war, wird der entsprechende Absatz 7 in § 4 des Gesetzes auch „Lex Tegel“ genannt. Da der Flughafen nicht rechtzeitig geschlossen wurde, verfiel die Ausnahmeregelung – je nach Auslegung des Gesetzes – im Jahr 2017 oder 2019. Betroffenen Anwohnern standen adäquate Lärmschutzmaßnahmen zu, deren Kosten sich nach Schätzungen der Bild-Zeitung auf etwa 2,5 Milliarden Euro summieren konnten.
| Betroffene Anwohner bezogen auf den Lärmindex LDEN (6 bis 22 Uhr) | Betroffene Anwohner bezogen auf den Lärmindex LDEN (6 bis 22 Uhr) | Betroffene Anwohner bezogen auf den Lärmindex LDEN (6 bis 22 Uhr) | Betroffene Anwohner bezogen auf den Lärmindex LDEN (6 bis 22 Uhr) | Betroffene Anwohner bezogen auf den Lärmindex LDEN (6 bis 22 Uhr) | Betroffene Anwohner bezogen auf den Lärmindex LDEN (6 bis 22 Uhr) |
| Pegelbereich LDen in dB (A)                                       | > 55 bis 60                                                       | > 60 bis 65                                                       | > 65 bis 70                                                       | > 70 bis 75                                                       | > 75                                                              |
| ----------------------------------------------------------------- | ----------------------------------------------------------------- | ----------------------------------------------------------------- | ----------------------------------------------------------------- | ----------------------------------------------------------------- | ----------------------------------------------------------------- |
| Anzahl Betroffene                                                 | 0131.200                                                          | 0088.800                                                          | 0018.800                                                          | 001.700                                                           | 0                                                                 |

| Betroffene Anwohner bezogen auf den Lärmindex LNIGHT (22 bis 6 Uhr) | Betroffene Anwohner bezogen auf den Lärmindex LNIGHT (22 bis 6 Uhr) | Betroffene Anwohner bezogen auf den Lärmindex LNIGHT (22 bis 6 Uhr) | Betroffene Anwohner bezogen auf den Lärmindex LNIGHT (22 bis 6 Uhr) | Betroffene Anwohner bezogen auf den Lärmindex LNIGHT (22 bis 6 Uhr) | Betroffene Anwohner bezogen auf den Lärmindex LNIGHT (22 bis 6 Uhr) |
| Pegelbereich LNight in dB (A)                                       | > 50 bis 55                                                         | > 55 bis 60                                                         | > 60 bis 65                                                         | > 65 bis 70                                                         | > 70                                                                |
| ------------------------------------------------------------------- | ------------------------------------------------------------------- | ------------------------------------------------------------------- | ------------------------------------------------------------------- | ------------------------------------------------------------------- | ------------------------------------------------------------------- |
| Anzahl Betroffene                                                   | 0045.200                                                            | 008.700                                                             | 000200                                                              | 00000                                                               | 0                                                                   |

Der Umgebungslärm wurde als ein entscheidendes Argument gegen den Weiterbetrieb des innerstädtischen Flughafens Berlin-Tegel und für eine schnelle Verlagerung des Verkehrs an den wesentlich weniger Anwohner beeinträchtigenden Flughafenstandort Schönefeld angesehen, was nicht zuletzt im Urteil des Oberverwaltungsgerichts Berlin-Brandenburg vom 24. November 2005 bestätigt wurde.

### Abweichen von den vorgegebenen Lärmminderungsrouten

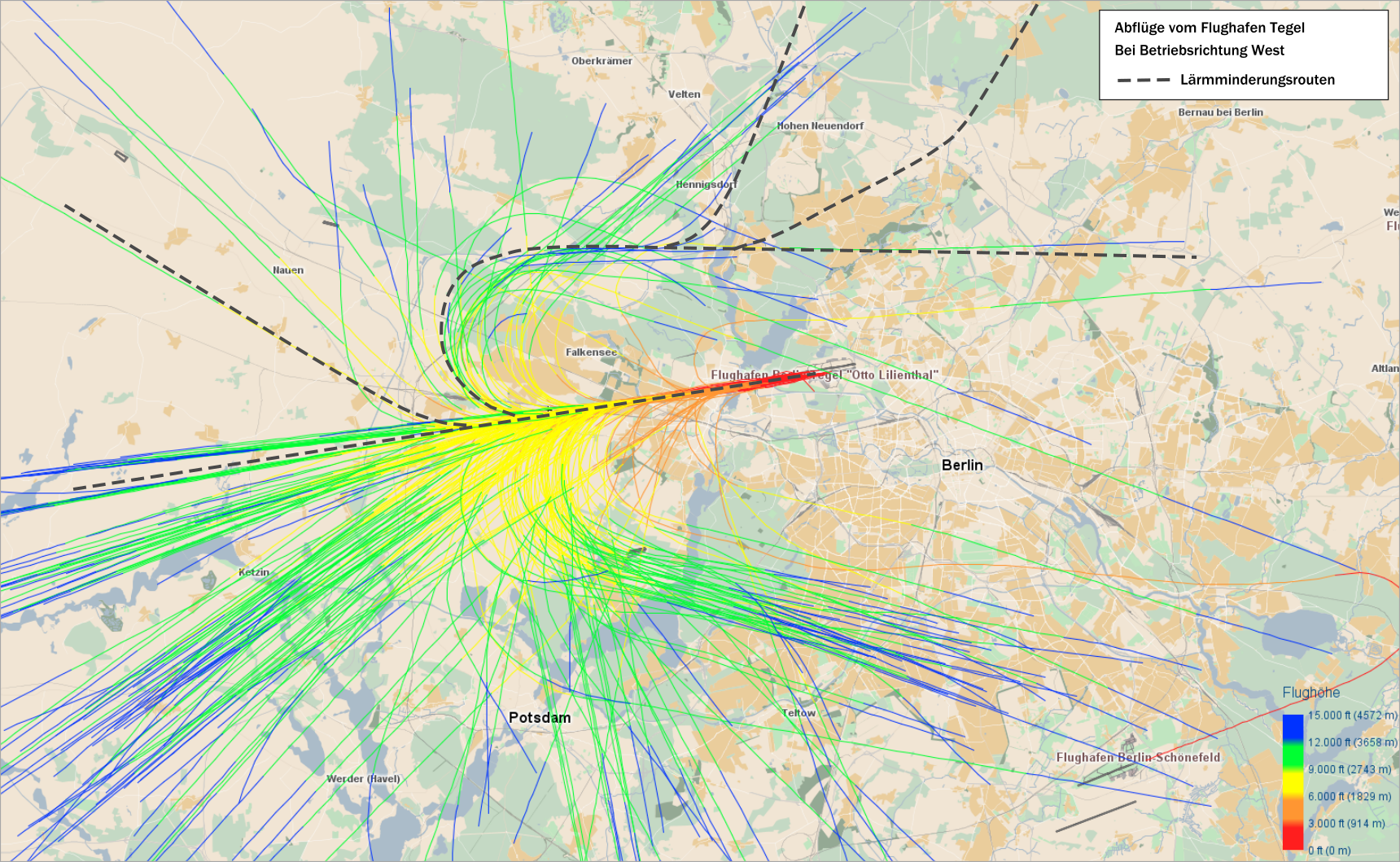
Abflugspuren bei Betriebsrichtung West

Es wurde häufig kritisiert, dass startende Flugzeuge bereits früh von den vorgegebenen Lärmminderungsrouten abwichen und durch Abkürzungen Fluglärm auch über das gesamte Stadtgebiet verteilten. Abweichungen von Flugrouten sind für größere Flugzeuge ab 5000 Fuß (ca. 1500 m) Flughöhe nur mit Genehmigung der zuständigen Flugverkehrskontrollstelle erlaubt. Flugspurenanalysen zeigten jedoch, dass solche Abweichungen ab 5000 Fuß eher die Norm, als die Ausnahme waren. Für Tegel wurde daher eine Festlegung getroffen, dass zumindest nach 22 Uhr sowie sonntags erst ab 8000 Fuß von den Flugrouten in Richtung Osten (also über das Stadtgebiet) abgewichen werden darf.

### Schlechte Kundenbewertungen
In internationalen Bewertungsportalen für Flugreisen schnitten beide Berliner Flughäfen Tegel und Schönefeld regelmäßig verhältnismäßig schlecht ab. In einer Studie des Reiseanbieters eDreams, die 2018 weltweit 50.000 Kundenbewertungen auswertete, landete der Flughafen Tegel auf Platz 3 der weltweit schlechtesten Flughäfen. In einer Auswertung des Flughafenportals Sleeping in Airports 2014 belegte Tegel den Platz 4 unter den schlechtesten Flughäfen in Europa. Bemängelt wurden hauptsächlich die begrenzten Sitzmöglichkeiten, die langen Warteschlangen und die überfüllten Restaurants. Auf der Bewertungsseite flightdiary.net schnitten Tegel und Schönefeld ebenfalls sehr schlecht ab und waren im Vergleich zu den anderen deutschen Großflughäfen weit abgeschlagen. Schlecht bewertet wurden bei Tegel vor allem die Punkte Lounge, Gepäckrückgabe, Zoll, Restaurants und Einkaufsmöglichkeiten sowie die allgemeine Ausstattung der Terminals. In einer Studie aus dem Jahr 2018 für nationale Flughäfen, basierend auf ca. 70.000 Online-Bewertungen von Fluggästen, belegten die Flughäfen Tegel und Schönefeld den vorletzten und letzten Platz. Der Flughafen-Schönefeld belegte in derselben Studie im europaweiten Ranking den vorletzten Platz.
Auf einer Webseite der Unternehmensberatung Skytrax wurde der Flughafen von 184 Kunden im Durchschnitt mit zwei von zehn Sternen bewertet (Stand: 26. Juni 2019).

### Kerosintransporte
Ein weiterer Kritikpunkt, der mit der fehlenden Bahnanbindung einherging, ist, dass das gesamte in Tegel verbrauchte Kerosin mittels Tanklastwagen über den Straßenweg antransportiert werden musste. 2016 waren dies täglich im Durchschnitt 1375 m³, was 40 Tanklastwagen pro Tag entspricht. Die Versorgung mit Kerosin geschah überwiegend aus den Raffinerien in Schwedt und Leuna. 2004 verunglückte auf der Autobahn 114 in der Nähe von Pankow ein Tanklastwagen mit Kerosin, was zu einer Debatte über die Sicherheit dieser Transporte führte. Eine 2006 vom Senat durchgeführte Untersuchung ergab, dass eine Schienenanbindung für den Kerosintransport mittels Kesselwagen sehr aufwendig wäre und etwa vier bis fünf Jahre dauern würde, was angesichts einer (damals noch angenommenen) verbleibenden Betriebszeit des Flughafens Tegel von ein bis zwei Jahren als „nicht wirksam“ erachtet wurde.

### Sicherheitsmängel
In dem durch die Vereinigung Cockpit regelmäßig durchgeführten Flughafencheck wurde 2016 bemängelt, dass teilweise Runway Guard Lights fehlen, die den Übergang vom Rollweg zur Start- und Landebahn markieren und somit ein versehentliches Aufrollen auf die Start-/Landebahn bei schlechter Sicht verhindern sollen. Ebenso bemängelt wurde das visuelle Andocksystem, das nicht redundant ausgeführt war sowie die ungenügende Sichtbarkeit der Windsäcke zur Beurteilung der Windverhältnisse.
Weiterhin wurden im Nahbereich der Landebahnen immer wieder durch Wirbelschleppen beim Landen Dächer und Gebäudeteile von Wohnhäusern beschädigt. Laut Roland Bley, einem Mitglied der Fluglärmschutzkommission für Tegel, sei es „ein Wunder“, dass es durch die herabstürzenden Teile noch keine Personenschäden gegeben hat.

### Verspätungen und Ausfälle
Laut einer Untersuchung des Fluggastportals AirHelp aus dem Jahr 2017 war Berlin-Tegel der Flughafen mit den deutschlandweit meisten Verspätungen: Mehr als jeder vierte Flug startete nicht planmäßig. Auch bei den Flugausfällen belegte der Flughafen den ersten Platz.

### Mangelhafte Anbindung an öffentliche Verkehrsmittel
Der Flughafen Tegel verfügt über keinerlei Anbindung an das Schienennetz und somit über keine direkte Anbindung an die Berliner U-, S- oder Straßenbahn, er wird im öffentlichen Personennahverkehr ausschließlich von Bussen auf verschiedenen Linien angefahren. Mit dem TXL-Bus bestand eine Express-Linie zum Flughafen, die von rund 11 Millionen der 22 Millionen Fluggäste genutzt wurde. Diese neigte aber durch ein allgemein hohes Verkehrsaufkommen auf der Straße zur Unpünktlichkeit. Durch Verkehrsunfälle auf den Zufahrtsstraßen konnte mitunter der gesamte Verkehr vom und zum Flughafen lahmgelegt werden.
Bedingt durch den Streik der Berliner Verkehrsbetriebe und Unfälle auf der einzigen Zufahrt kam es am 1. April 2019 zu bis zu zweistündigen Verzögerungen bei der Fahrt zum Flughafen. Die Flughafengesellschaft gab Passagieren die Empfehlung, die letzten drei Kilometer von der U-Bahn-Station aus zu Fuß zurückzulegen.
Auch wenige Tage danach, am 10. April 2019 und später, am 10. November 2019 sowie am 3. März 2020 war der Flughafen wegen Protestaktionen nur noch auf dem Fußweg zu erreichen.
Am 23. Mai 2019 kam der Verkehr rund um den Flughafen Tegel aufgrund einer nicht angekündigten Baustelle fast zum Erliegen. Es kam zu langen Staus, die Buslinie TXL konnte den Flughafen nicht ansteuern, die Linien X9 und 109 waren jeweils stark verspätet. Viele Fluggäste gingen die Strecke zum Flughafen zu Fuß, viele verpassten ihren Flug.
Ähnlich verhielt es sich einen Tag später, als infolge einer Demonstration die An- und Abfahrt am Airport stark eingeschränkt und zwischenzeitlich ganz gesperrt war.
Der Bus als einziges öffentliches Verkehrsmittel am Flughafen bereitete zudem Probleme mit dem Reisegepäck: Auch auf der TXL-Buslinie verkehrten ausschließlich Standardbusse, die keinen gesonderten Stauraum für Gepäck boten, sondern meist nur zwei Mehrzweckbereiche aufwiesen. Extra für den Flughafenverkehr ausgestattete Busse durften kurz vor der ursprünglich geplanten Schließung den Flughafen wegen zu hoher Achslasten nicht mehr anfahren.
In Summe war die Anbindung des Flughafens an den Nahverkehr einem Bericht der Berliner Morgenpost zufolge „eine Katastrophe“, da die Fahrt mit dem TXL-Bus weder schnell noch komfortabel war, der Bus regelmäßig im Stau stecken bliebe und die Abfahrtszeiten nicht eingehalten würden. Bedingt durch die fehlende Möglichkeit der Gepäckablage war zudem oft der Fahrtgastraum versperrt.

## Zwischenfälle
- Am 16. Juli 1949 stürzte eine Handley Page Hastings C.1 der Royal Air Force (Luftfahrzeugkennzeichen TG611) kurz nach dem Start vom Flughafen Berlin-Tegel ab, da die Trimmung des Höhenruders falsch eingestellt war. Alle 5 Besatzungsmitglieder, die einzigen Insassen, wurden getötet.[152][153]

- Am 15. November 1966 stürzte in der Döberitzer Heide, DDR, eine Postmaschine der Pan Am des Typs Boeing 727-21 (N317PA) im Landeanflug auf den Flughafen Tegel auf einen Truppenübungsplatz der GSSD. Die Ursache wurde von der NTSB offiziell als ungeklärt angegeben, da eine abschließende Klärung ohne Flugschreiber, Voice-Recorder und weitere wesentliche Wrackteile nicht möglich war. Diese wurden von den sowjetischen Behörden nicht herausgegeben. Alle drei Besatzungsmitglieder kamen ums Leben (siehe: Pan-Am-Flug 708).[154][155]

## Sonstiges
- Am 20. November 2008 brannte die – zu diesem Zeitpunkt leere – im Nordteil gelegene Quarantänestation für Personen nieder.[156]
- Auf dem Flughafen Berlin-Tegel wurden im Jahr 2009 insgesamt 415 Gepäck- und Taschendiebstähle registriert.[157]
- Am Ausgang des Terminals A in Richtung Terminal D und E stand ein ehemaliger Triebwagen der DR-Baureihe ET 165 der Berliner S-Bahn. Dieser wurde als Imbissstand genutzt.
- Im äußersten Südwesten des Betriebsgeländes (52° 33′ 16,6″ N, 13° 15′ 33,4″ O) befand sich innerhalb des Sicherheitsbereichs ein abgestelltes Flugzeug des Typs Boeing 707 (MSN 18071,[158] ehemals 4X-ATB, fiktiv D-ABOC), das ein Geschenk der Firma Boeing für die 200. Bestellung[159][160][161] der Lufthansa war. Weil seinerzeit bundesdeutschen Flugzeugen das Überfliegen der DDR verboten war, wurde die Maschine im November 1986 getarnt und mit einem US-amerikanischen Luftfahrzeugkennzeichen versehen eingeflogen und abgestellt. Das Flugzeug sollte ursprünglich an das Deutsche Museum verkauft werden, wo es allerdings keinen Unterstellplatz gab. Es verblieb stattdessen auf dem Gelände des Flughafens und diente der Flughafenfeuerwehr für Übungen. Mit der Abwicklung des Flughafens erfolgte im Mai 2021 die Verschrottung.[162]